# اتحاد رنو–نیسان–میتسوبیشی
رنو–نیسان–میتسوبیشی (به فرانسوی: Renault–Nissan–Mitsubishi) شرکت خودروسازی ژاپنی-فرانسوی است، که از مشارکت استراتژیک دو شرکت خودروسازی رنو و نیسان در سال ۱۹۹۹ تأسیس شد و هم‌اکنون از هر ۱۰ خودروی تولید شده در جهان، یک خودرو به این شرکت تعلق دارد. در سال ۲۰۱۷ میتسوبیشی به اتحاد این دو شرکت پیوست. 
اتحاد رنو–نیسان–میتسوبیشی در حال حاضر دارای بیش از ۴۵۰٫۰۰۰ کارمند است و کنترل شرکت‌های خودروسازی اینفینیتی، میتسوبیشی موتورز، رنو سامسونگ موتورز، نیسان، رنو، داتسون، داچیا و لادا را در اختیار دارد.
دفتر مرکزی این شرکت در شهر آمستردام، هلند قرار دارد و در سال ۲۰۱۲ شمار ۸٫۱ میلیون دستگاه خودرو به‌فروش رساند، که پس از شرکت‌های جنرال موتورز، تویوتا و گروه فولکس‌واگن به‌عنوان چهارمین شرکت خودروسازی جهان شناخته شد.

## رنو

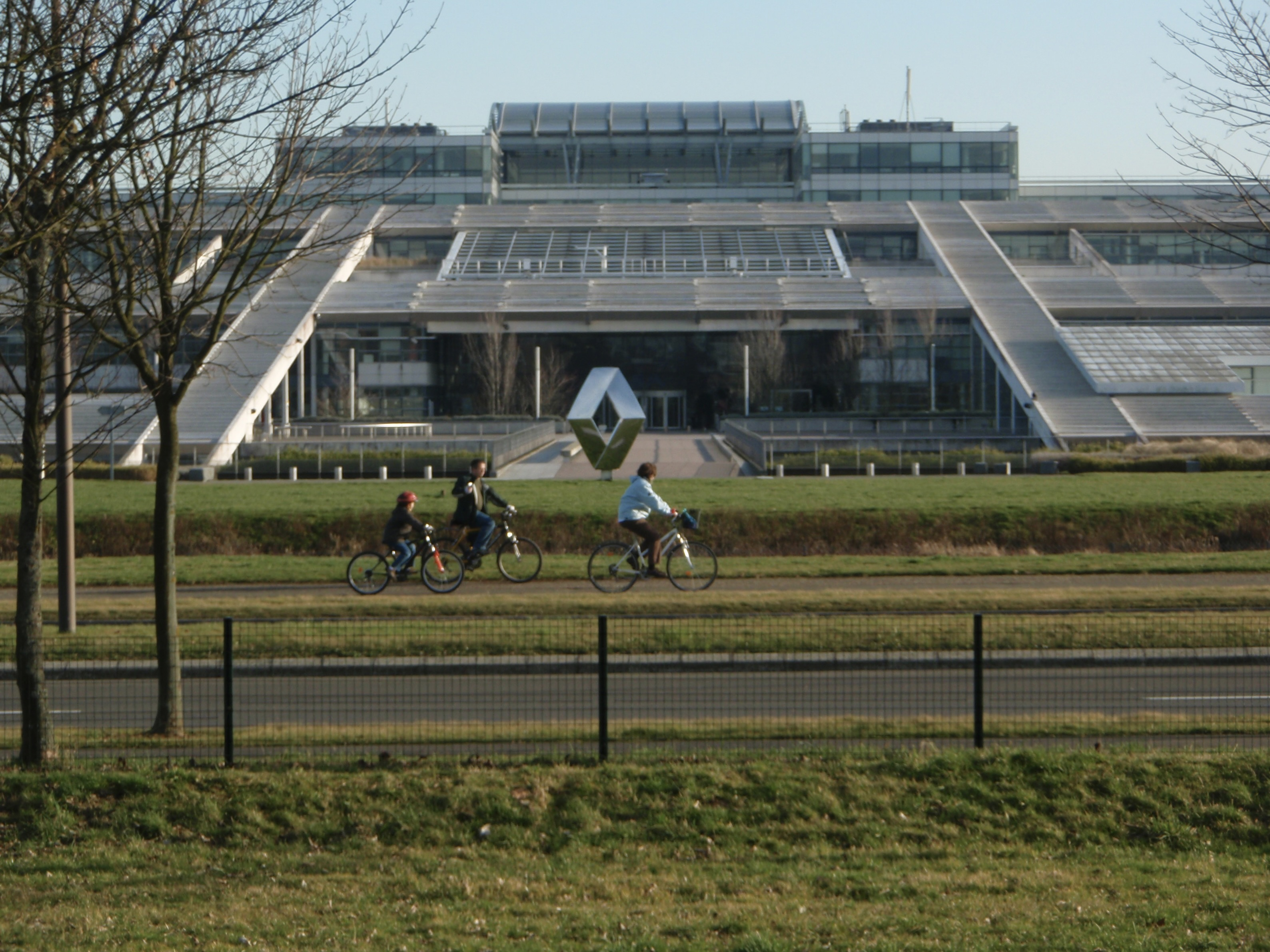
مرکز تحقیق و توسعه رنو، در گویانکور، که ۱۲٫۰۰۰ نفر در آن اشتغال دارند

رنو، (به فرانسوی: Renault) شرکت خودروسازی فرانسوی است، که در زمینه طراحی، ساخت و توزیع کلاس‌های مختلف خودرو، وسایل نقلیه تجاری، کامیون، تریلر، تراکتور، اتوریل، اتوبوس و خودروهای برقی فعالیت می‌نماید. دفتر مرکزی این شرکت در شهر بولوین-بیانکور، فرانسه قرار دارد.
شرکت رنو در سال ۲۰۱۱ پس از گروه فولکس‌واگن و پژو سیتروئن به‌عنوان سومین خودروساز اروپا شناخته‌شد. این شرکت هم‌اکنون در رتبه نهم از بزرگترین شرکت‌های خودروسازی جهان قرار دارد.
شرکت رنو مالک اکثریت سهام شرکت رومانیایی داچیا، شرکت ترکیه‌ای اویاک-رنو، شرکت کره‌ای رنو سامسونگ موتورز و شرکت ایرانی رنو پارس می‌باشد. این شرکت هم‌چنین ۴۳٫۴٪ درصد از سهام شرکت ژاپنی نیسان و ۲۵٪ درصد از شرکت روسی آوتوواز را نیز در اختیار دارد. در حال حاضر کارلوس غصن در جایگاه مدیرعامل و رئیس هیئت مدیره رنو، عملأ سکان رهبری این شرکت فرانسوی را در دست دارد. وی همین مناصب را نیز در شرکت ژاپنی نیسان برعهده دارد.
این دو کمپانی پس از مشارکت در راه‌اندازی گروه رنو-نیسان آلیانس، هم‌اکنون در قالب این گروه، به‌عنوان چهارمین خودروساز بزرگ جهان، شناخته می‌شوند. دولت فرانسه با در اختیار داشتن ۱۵٪ درصد از سهام رنو، بزرگترین سهام‌دار آن محسوب می‌شود.
شرکت رنو فعالیت گسترده‌ای نیز در مسابقات اتومبیل‌رانی و موتوراسپرت داشته و تیم فرمول یک رنو در طول سال‌های گذشته، یکی از موفق‌ترین تیم‌های فرمول یک بوده‌است.

### تاریخچه
کارآفرین و صنعتگر فرانسوی؛ لوئی رنو بنیانگذار شرکت رنو می‌باشد، که نخستین اتومبیل او رنو تیپ ای نام داشت و در سال ۱۸۹۸ ساخته شد. شرکت رنو به‌طور رسمی در سال ۱۸۹۹ توسط لوئی رنو و برادرانش (مارسل و فرناند) با نام رنو فررس با یک سرمایه کوچک تأسیس شد.
در ابتدای دهه ۱۹۰۰ میلادی، رنو ابداع جعبه دنده رانش مستقیم (به انگلیسی: Direct Drive) را به نام خود ثبت کرد. با گسترش سریع شرکت، فروش سالانه آن‌ها بالا گرفت و با توسعه نیروی کار در سال ۱۹۰۲ توانستند وسعت کارخانه را به ۷٫۵۰۰ متر مربع گسترش دهند. در همان سال، لوئی اقدام به ساخت اولین موتور تحت نام تجاری رنو، با چهار سیلندر و ۲۴ اسب بخار نمود و خیلی زود بعد از آن امتیاز موتور توربو را برای او دربرداشت.
در سال ۱۹۰۳ در مسابقه‌ای که بین پاریس و مادرید انجام شد، در اثر تصادف، مارسل رنو در سن ۳۱ سالگی درگذشت. در این تصادف ۶ نفر کشته و ۱۵ نفر دیگر نیز آسیب دیدند. در این سال (۱۹۰۳) فرناند رنو، شروع به دایر کردن شبکه فروش محصولات رنو و تأسیس شرکت تجاری در خارج از فرانسه، در کشورهای انگلستان، بلژیک، ایتالیا، آلمان و اسپانیا نمود.
در سال ۱۹۰۵ این شرکت، سفارشی برای ساخت ۲۵۰ دستگاه تاکسی دریافت کرد، که این قرارداد، در عمل، رنو را از یک کارگاه، به یک کارخانه تولید انبوه و سازنده شماره یک فرانسه تیدیل نمود. در سال ۱۹۰۷ در حدود نیمی از تاکسی‌های شهر لندن، رنو بودند. در سال ۱۹۱۹ لوئی رنو در صنایع اتومبیل اروپا به‌طور جداگانه در میان رقیبان آمریکایی رخنه کرد و با آن‌ها به رقابت پرداخت.
در طول جنگ جهانی اول، رنو نقش مهمی را ایفا می‌کرد، که دو واقعه آن روزها، قابل توجه بودند: نخست واقعه
تاکسی‌های وارنه؛ که به ۵۰۰ دستگاه تاکسی رنو اشاره دارد، که در خلال جنگ جهانی اول، برای حمل سربازان در پاریس استفاده شدند. دوم تانک سبکی که در سال ۱۹۱۷ طراحی شد و نقش کلیدی در پیروزی متفقین ایفا نمود.
در پایان جنگ رنو با کارخانه‌هایی در بلژیک، انگلستان و اسپانیا، کماکان، تولیدکننده اصلی خودرو در فرانسه محسوب می‌شد. در سال ۱۹۴۰ پس از آنکه فرانسه به اشغال آلمان درآمد، لوئی رنو از ساختن تانک برای آلمان نازی سر باز زد و آلمان‌ها کنترل کارخانه را در دست گرفته و شروع به ساخت کامیون‌های بارکش نمودند.
در آن زمان دولت موقت جمهوری فرانسه، لوئی رنو را، متهم به همکاری با آلمان‌ها کردند و بعد از آزادسازی ویشی فرانسه در سال ۱۹۴۴ وی را دستگیر نمودند و در زندان فرزنه، محبوس کردند. وی در اوضاع آشفته آن روزها، در سال ۱۹۴۵ در حالی که منتظر محاکمه خود بود، در زندان درگذشت.
در اول ژانویه ۱۹۴۵ در پی حکم ژنرال دوگل، بر اساس اتهامی اثبات نشده، کمپانی از لوئی رنو سلب امتیاز گردید و کارخانه رنو، ملی اعلام شد. این شرکت، برای ۵۰ سال بعدی، تحت کنترل دولت باقی ماند. فلسفه اصلی تغییر نیافت و ابداعات متعددی همچنین در دنیای مسابقات نیز عرضه شد.
این شرکت در سال ۱۹۹۰ کارخانجات ماک را خریداری کرد و در حال حاضر نیز مالک آن می‌باشد. رنو در سال ۱۹۹۹ معادل، ۴۵٪ درصد از سهام نیسان را خرید و ۱۵٪ درصد سهام خود را به نیسان داد. در همین سال سامسونگ نیز به رنو پیوست و با مشارکت دو شرکت رنو سامسونگ موتورز راه‌اندازی شد.
در سال ۲۰۰۰ قراردادی بین ولوو و رنو امضاء شد که با واگذاری ۲۰٪ درصد سهام ولوو به این شرکت، رنو حضور فعالی در ساخت کامیون پیدا کرد. در سال ۲۰۰۱ ساخت دوچرخه‌های کوهستانی و خیابانی را آغاز کرد و مشارکت رنو و نیسان سبب شد که نیسان به سود دهی بیشتری برسد.
رنو در سال ۲۰۰۵ با رانندگی فرناندو آلونسو به قهرمانی مسابقات فرمول یک دست یافت و در سال ۲۰۰۹ شروع به طراحی و ساخت خودروهای الکتریکی کرد. رنو با مشارکت فرانس تلکوم اولین تولیدکننده اتومبیل «آدیس لاین» با سیستم ماهواره‌ای بوده و مدل «ول ساتیس» رنو به عنوان بی صداترین اتومبیل جهان شناخته شده‌است. دفتر مرکزی رنو در بیلانکورت واقع شده و بیش از ۱۲۴ هزار نفر در ۱۱۸ کشور دنیا برای رنو کار می‌کنند.

### سهام‌داران
در فهرست زیر سهام‌داران عمده شرکت رنو، در انتهای سال مالی ۲۰۱۱ با ذکر درصد مالکیت هر یک، درج شده‌است.
| سهام‌دار     | درصد مالکیت |
| ----------- | ----------- |
| دولت فرانسه | ۱۵٫۰۱٪ درصد |
| نیسان       | ۱۵٪ درصد    |
| دایملر آ گ  | ۳٫۱۰٪ درصد  |
| کارکنان     | ۳٫۰۶٪ درصد  |
| شناور       | ۶۲٫۴۶٪ درصد |

### مدل‌های تولید شده
| سال‌های تولید         | مدل                | توضیحات | تصویر             |
| خودروهای سوپرمینی    | خودروهای سوپرمینی  | خودروهای سوپرمینی | خودروهای سوپرمینی |
| -------------------- | ------------------ | --- | ----------------- |
| ۱۹۴۶–۱۹۶۱            | رنو ۴سی‌وی          | این مدل در زمان تولید و عرضه بعلت شباهتی که به فولکس قورباغه‌ای داشت، باعث شد که گروهی به اشتباه آن را کپی شده از این خودروی آلمانی فرض نمایند! که در واقع این‌گونه نبود. شرکت رنو از این مدل تعداد ۱٫۵ میلیون دستگاه بفروش رساند.                                                                    |                   |
| ۱۹۶۱–۱۹۶۲            | رنو ۳              | در واقع نسخه اولیه از خودروی رنو ۴ محسوب می‌شود. |                   |
| ۱۹۶۱–۱۹۹۲            | رنو ۴              | این مدل اولین خودروی ۵ در رنو بود، که در قشرها مختلف طرفدار داشته و تا دهه ۱۹۹۰ میلادی همچنان به شکل انبوه تولید می‌شد. از این مدل، بیش از ۸ میلیون دستگاه فروخته شد. |                   |
| ۱۹۷۲–۱۹۹۶            | رنو ۵              | یکی از انقلابی‌ترین مدل‌های رنو در زمان خود محسوب می‌شد، که در طراحی آن، توجه اصلی به هزینه پایین و ابعاد کوچکتر معطوف بود. گنجایش موتورهای این مدل از ۸۵۰ سی‌سی تا ۱۸۰۰ سی‌سی طراحی شده بود. |                   |
| ۱۹۸۰–۱۹۸۶            | رنو ۵ توربو        | چهار سیلندر وسط موتور که با توربو شارژر مجهز شده بود. موتور طولی در مقابل محور عقب، با جابجایی از ۱۳۹۷ سی‌سی ساخته شده از ۱۶۰ اسب بخار نصب شده بود و حداکثر گشتاور نیرو به ۲۱۰ نیوتن متر رسیده بود.                                                                                                  |                   |
| ۱۹۷۴–۱۹۸۳            | رنو ۷              | خودروی چهار در و در کلاس لیفت بک سدان از مدل رنو ۵ طراحی شده بود، که تنها در کشور اسپانیا تولید گردید. |                   |
| ۱۹۹۰–۱۹۹۸            | رنو کلیو           | این خودرو در اواسط سال ۱۹۹۰ ساخته شد. در ساخت این مدل، نیز از رنو ۵ الهام گرفته شد، که دو بار در سالهای ۱۹۹۴ و ۱۹۹۶ تغییراتی در آن ایجاد شد. |                   |
| ۱۹۹۳–۲۰۰۷            | رنو توئینگو        | یک اتومبیل سریع در جاده‌ها محسوب می‌شد. در سال ۱۹۹۸ تغییرات جزئی در بدنه و ظاهر آن ایجاد شد و در سال ۲۰۰۳ تغییرات زیادی در این مدل داده شد، که برای نمونه: بهبود سیستم ترمز، تغییر موتور با موتوری ۱٫۲ لیتری ۱۶ سوپاپ و افزودن سیستم ناوبری و…                                                        |                   |
| ۱۹۹۸–۲۰۰۵            | رنو کلیو دو        | نسل دوم از کلیو؛ که با دو تجدید نظر و تغییر نسبت به نسل اول عرضه شد. در سال ۲۰۰۱ چراغ‌های عقب جدید و چراغ‌های جلو پویاتری طراحی شد. در سال ۲۰۰۳ موتور جدید ۲ لیتری ۱۶ سوپاپ با ۱۷۹ اسب بخار جایگزین موتور قبلی شد.                                                                                    |                   |
| ۲۰۰۵-اکنون           | رنو کلیو سه        | نسل سوم کلیو با موتوری شش سیلندر و ۲۰۱ اسب بخار می‌باشد، که اولین مرحله توسعه آن در سال ۲۰۰۹ انجام شد. |                   |
| ۲۰۰۷-اکنون'          | رنو توئینگو دو     | نسل دوم از مدل رنو توئینگو می‌باشد، که در کلاس هاچ‌بک سه در طراحی شده‌است. |                   |
| خودروی کامپکت        |                    | |                   |
| ۱۹۳۷–۱۹۵۵            | رنو جاواکواترو     | نخستین بار در نمایشگاه اتومبیل ۱۹۳۷ پاریس از آن رونمایی شد. در ابتدا به‌طور عمده توسط اداره پست فرانسه مورد استفاده قرار گرفت. در سال ۱۹۳۹ نسخه دو در و سدان چهار در آن نیز به بازار عرضه شد. |                   |
| ۱۹۵۶–۱۹۶۸            | رنو دوفین          | به عنوان یک سدان چهار در با موتور عقب ساخته شد. |                   |
| ۱۹۶۸–۱۹۸۰            | رنو ۶              | در والادولید، اسپانیا، کلمبیا و آرژانتین تولید شده‌است. طراحی آن خودروهای موتور وسط-محور جلو بوده‌است. |                   |
| ۱۹۷۶–۱۹۸۲            | رنو ۱۴             | فرانسه و بلژیک تولید شده، این خودرو در کلاس خودروی کامپکت لیفت بک قرار گرفته‌است. |                   |
| ۱۹۸۱–۱۹۸۸            | رنو ۹ و ۱۱         | مدل‌های خواهر رنو ۹ و رنو ۱۱ هر دو دیفرانسیل جلو هستند، که نوع رنو۹ سدان چهار در بوده و رنو۱۱ نیز هاچ‌بک سه و پنج در ساخته شد. این مدل به جهت مصرف بنزین پائین، در طول زمان تولید خود در تمامی کشورهای غرب اروپا به‌طور گسترده بفروش رسید. در پاییز ۱۹۸۸ تولید این مدل، متوقف شد.                      |                   |
| ۱۹۸۸–۱۹۹۷            | رنو ۱۹             | این مدل یکی از با کیفیت‌ترین خودروهای رنو می‌باشد و نخست به عنوان یک خودروی هاچ‌بک عرضه شد، سپس در تابستان ۱۹۸۹ مدل سدان آن نیز ساخته شد. در سال ۱۹۹۱ توسط شرکت کارمان توسعه پیدا کرد. |                   |
| ۱۹۹۵–۲۰۰۳            | رنو مگان           | مگان در ابتدا در کلاس کلاسیک سالن ساخته شد و تا سال ۱۹۹۹ مدل کوپه و کوپه کوروکی آن نیز وارد بازار گردید. تا سال ۲۰۰۳ مدل‌های سدان، استیشن واگن آن نیز ساخته شد. |                   |
| ۲۰۰۲–۲۰۰۹            | رنو مگان دو        | نسل دوم رنو مگان در واقع مدل توسعه یافته‌ای از نسل اول این خودرو می‌باشد، که توسعه اصلی در زمینه ایمنی خودرو، انجام گرفت و در تست تصادف دارای گواهی یورو ان‌سی‌ای‌پی می‌باشد. |                   |
| ۲۰۰۸–تاکنون          | رنو مگان سه        | نسخه سوم از خودرو مگان است که از پایان ماه نوامبر ۲۰۰۸ به بازار عرضه شد. مدل کوپه سه در آن نیز، از ژانویه ۲۰۰۹ تولیدش آغاز گردید. |                   |
| خودروهای خانواده     |                    | |                   |
| ۱۹۶۲–۱۹۷۳            | رنو ۸              | سدان چهار در با درازا در عقب و با یک موتور چهار سیلندر. |                   |
| ۱۹۶۹–۱۹۸۰            | رنو ۱۲             | اولین خودروی سایز متوسط رنو بود، که در اواسط سال ۱۹۶۹ وارد بازار شذ. این خودرو در کشور رومانی، تحت نام داچیا ۱۳۰۰/۱۴۰۰ تحت لیسانس تولید می‌شد. گرچه تولید این مدل از رنو در سال ۱۹۸۰ متوقف شد ولی تنها در رومانی، تا سال ۲۰۰۶ تولید آن ادامه داشت. از مدل رنو ۱۲ شمار ۴٫۲ میلیون دستگاه به‌فروش رسید. |                   |
| ۱۹۷۸–۱۹۸۶            | رنو ۱۸             | خودرویی سدان بود، که از سال ۱۹۷۹ مدل استیشن واگن آن نیز وارد بازار شد. در کل ۵ موتور برای این مدل ساخته شد، که عبارتند از: ۱٫۴ لیتر، ۱٫۷ لیتر، ۱٫۶ لیتر توربو، ۲٫۲ لیتر و ۲٫۱ لیتر توربو دیزل. |                   |
| ۱۹۸۶–۱۹۹۴            | رنو ۲۱             | در دو نوع ۲٫۱ لیتر دیزلی و ۲ لیتر توربو و در کلاس‌های سدان، واگن و هاچ‌بک ساخته شد. |                   |
| ۱۹۹۴–۲۰۰۱            | رنو لاگونا         | نخست در کلاس هاچ‌بک وارد بازار شد. از سال ۱۹۹۵ توسعه آن آغاز شد و در نتیجه چندین بار توسعه در کلاس‌ها و موتورهایی با گنجایش مختلف ساخته شد. در اوایل ۲۰۰۱ که تولیدش متوقف شد، بیش از ۱٫۵ میلیون دستگاه لاگونا بفروش رسیده بود.                                                                        |                   |
| ۲۰۰۱–۲۰۰۷            | رنو لاگونا دو      | در کلاس‌های هاچ بک و استیشن واگن وارد بازار شد. |                   |
| ۲۰۰۷–تاکنون          | رنو لاگونا سه      | نسل سوم لاگونا با مشارکت شرکت نیسان ساخته شد. |                   |
| ۲۰۰۹–تاکنون          | رنو فلیوینس        | بر پایه مدل رنو مگان ساخته شد و در سال ۲۰۰۹ در نمایشگاه بین‌المللی خودروی فرانکفورت از آن رونمایی شد. |                   |
| خودروی شرکتی         |                    | |                   |
| ۱۹۵۱–۱۹۶۰            | رنو فرگیت          | نخستین بار در سال ۱۹۵۰ در نمایشگاه اتومبیل پاریس رونمایی شد. |                   |
| ۱۹۶۵–۱۹۸۰            | رنو ۱۶             | نخستین خودروی متوسط بود که در کلاس هاچ‌بک ساخته شد و در سال ۱۹۶۵ وارد بازار گردید. این مدل به‌عنوان خودروی سال ۱۹۶۶ انتخاب شد. |                   |
| ۱۹۷۵–۱۹۸۴            | رنو ۳۰             | نخستین خودروی ۶ سیلندر پس از جنگ جهانی دوم بود. این مدل به‌طور مشترک با شرکت‌های پژو و ولوو توسعه یافت و به صورت ۴ سیلندر در سال ۱۹۷۸ عرضه شد. |                   |
| ۱۹۷۵–۱۹۸۴            | رنو ۲۰             | |                   |
| ۱۹۸۴–۱۹۹۲            | رنو ۲۵             | |                   |
| ۱۹۹۲–۲۰۰۰            | رنو سفقان          | |                   |
| ۲۰۰۲–۲۰۰۹            | رنو ول ساتیس       | |                   |
| ۲۰۱۰-اکنون           | رنو لتیتیود        | بر پایه رنو سامسونگ اس‌ام۵. |                   |
| خودروهای اسپورت کوپه |                    | |                   |
| ۱۹۵۸–۱۹۶۸            | رنو کاراول         | بر پایه داوفین. |                   |
| ۱۹۷۱–۱۹۷۹            | رنو ۱۵             | خودروی کوپه با پیشرانه ۹۰ اسب بخار ۴ سیلندر، با ظرفیت ۱۲۸۹ سی‌سی بود، که حداکثر سرعت آن معادل ۱۵۰ کیلومتر بر ساعت برآورد شد. |                   |
| ۱۹۷۱–۱۹۷۹            | رنو ۱۷             | با مشخصات رنو ۱۵ تقریبأ یکی بوده، تنها گنجایش موتور آن، برابر ۱۵۶۵ سی‌سی و حداکثر سرعت آن ۱۷۰ کیلومتر بر ساعت می‌باشد. |                   |
| ۱۹۸۰–۱۹۸۶            | رنو فیوگو          | بر پایه رنو ۱۵، رنو ۱۷ و رنو ۱۸. |                   |
| ۱۹۹۵–۱۹۹۹            | رنو اسپورت اسپایدر | خودروی رودستر دو در |                   |
| ۲۰۰۱–۲۰۰۳            | رنو اوانتایم       | کوپه ون منحصر بفردی بود، که در سال ۲۰۰۱ تولید شد ولی بعلت تعطیلی کارخانه شرکت تولیدکننده، یهنی ماترا در سال ۲۰۰۳ پس از تولید ۸٫۵۰۰ دستگاه، خط تولید آن متوقف شد. |                   |
| ۲۰۰۸–تاکنون          | رنو لاگونا کوپه    | نسل سوم از رنو لاگونا است، که در کلاس کوپه تولید شده‌است. |                   |
| ۲۰۰۹–تاکنون          | رنو مگان کوپه      | نسل سوم از رنو مگان است، که در دو کلاس کوپه و اسپورت تولید شده‌است. |                   |
| خودروهای اس‌یووی      |                    | |                   |
| ۲۰۰۸–تاکنون          | رنو کولئوس         | طراحی آن به‌طور مشترک توسط شرکت رنو و رنو سامسونگ موتورز انجام شده‌است. |                   |
| خودروهای وانت        |                    | |                   |
| ۱۹۵۰–۱۹۵۷            | رنو کالریل         | |                   |
| ۱۹۸۴–۱۹۹۱            | رنو اسپیس          | طراحی توسط ماترا. |                   |
| ۱۹۹۱–۱۹۹۶            | رنو اسپیس دو       | مدل توسعه یافته از رنو اسپیس و نسل دوم رنو اسپیس است، که طراحی موتور آن بر پایه رنو ۲۵ بوده‌است. |                   |
| ۱۹۹۶–۲۰۰۳            | رنو سینیک          | بر پایه رنو مگان. |                   |
| ۱۹۹۶–۲۰۰۲            | رنو اسپیس سه       | نسل سوم از خودروی رنو اسپیس بود که توسط شرکت ماترا توسعه پیدا کرد. |                   |
| ۲۰۰۰–تاکنون'         | رنو اسپیس چهار     | نسل چهارم از خودروی رنو اسپیس است، که توسط شرکت ماترا توسعه پیدا کرد. |                   |
| ۲۰۰۳–۲۰۰۹            | رنو سینیک دو       | نسل دوم از رنو سینیک است، که مدل کوچک از خودروی رنو مگان نسل دوم می‌باشد. |                   |
| ۲۰۰۴–۲۰۱۲            | رنو مودس           | بر پایه مدل‌های توینگو و کلیو. |                   |
| ۲۰۰۹–تاکنون'         | رنو سینیک سه       | بر پایه مدل رنو وگان نسل سوم. |                   |
| خودروهای استیشن      |                    | |                   |
| ۱۹۶۵–۱۹۹۲            | رنو اف۴            | بر روی پلتفرم مدل رنو ۴. |                   |
| ۱۹۸۵–۱۹۹۸            | رنو رپید           | بر پایه مدل نسل دوم رنو ۵. |                   |
| ۱۹۹۸–۲۰۰۷            | رنو کانگو          | طراحی توسط سیتروئن. |                   |
| ۲۰۰۸-اکنون           | رنو کانگو دو       | نسل دوم از رنو کانگو. |                   |
| خودروهای ون          |                    | |                   |
| ۱۹۸۱–۱۹۹۸            | رنو مستر یک        | |                   |
| ۱۹۸۱–۲۰۰۱            | رنو ترافیک یک      | |                   |
| ۱۹۹۸–۲۰۱۰            | رنو مستر سه        | بر پایه نیسان اینتراستار. |                   |
| ۲۰۰۱-اکنون           | رنو ترافیک         | بر پایه خودروی اوپل ویوارو. |                   |
| ۲۰۱۰-اکنون           | رنو مستر سه        | |                   |
|                      |                    | |                   |

### رنو در ایران
اسناد تأسیس رنو پارس به تاریخ ۱۶ مارس ۲۰۰۴ توسط رئیس هیئت مدیره و مدیرعامل رنو، رئیس هیئت مدیره و مدیرعامل سازمان گسترش و نوسازی صنایع ایران، مدیرعامل‌های وقت شرکت‌های پارس خودرو، ایران خودرو و سایپا به امضاء رسید. از این تاریخ، فعالیت رنو پارس به عنوان یک شرکت مشارکتی، که مسئولیت هماهنگی و همکاری میان رنو و صنعت خودروسازی ایران را به عهده دارد، آغاز گردید.
تا سال ۲۰۱۳ مدل‌های زیر از رنو در ایران مونتاژ می‌شوند:
- رنو ۴
- رنو ۵
- رنو ۲۱
- رنو تندر ۹۰
- رنو مگان
- رنو لتیتود
- رنو کولیوس
- رنو لاگونا کوپه
- رنو اسکالا
- رنو فلوئنس
- رنو ساندرو
- رنو ساندرو استپ وی
- رنو اسپرت
- رنو ترافیک[۱۲]

کلیه خودروهایی که با برند رنو در ایران موجود می‌باشند، در قالب سی‌کی‌دی توسط شرکت رنو به کارخانجات سه شرکت ایران خودرو، سایپا و پارس خودرو تحویل داده می‌شود و فرایند مونتاژ آن‌ها تحت نظارت رنو پارس انجام می‌گیرد و از طریق
محصولات شرکت رنو تراکس نیز که از شرکت‌های تابعه اسبق رنو می‌باشد و شامل کامیون و اتوبوس است، توسط شرکت رنو تراکس ایران و شرکت شهاب خودرو، در ایران مونتاژ می‌شوند.

## نیسان
نیسان، (به ژاپنی: 日産自動車株式会社) شرکت خودروسازی ژاپنی و چندملیتی است، که دفتر مرکزی آن در شهر یوکوهاما، ژاپن قرار دارد.
ریشه‌های تأسیس این شرکت به زمان راه‌اندازی شرکت خودروسازی داتسون بازمی‌گردد، در پی خریداری شرکت داتسون توسط یوشیسوکه آیکاوا، وی داتسون را در شرکت خوشه‌ای و تازه تأسیس خود، ادغام نمود و شرکت جدید را نیسان نامید.
شرکت نیسان همانند تویوتا و هوندا که به ترتیب شرکت‌های لکسوس و آکورا را در آمریکای شمالی تأسیس کردند، اقدام به راه‌اندازی شرکت اینفینیتی نمود.
از سال ۱۹۹۹ شرکت رنو به یکی از سهامداران اصلی نیسان تبدیل شد، به‌طوری‌که تا سال ۲۰۰۸ مالک ۴۴٪ از سهام آن گردید، در مقابل نیسان نیز ۱۵٪ درصد از سهام رنو را در اختیار دارد. هم‌اکنون کارلوس غصن به‌طور هم‌زمان، مدیرعامل و رئیس هیئت مدیره هر دو شرکت نیسان و رنو می‌باشد و از طریق شرکت رنو-نیسان آلیانس که حاصل مشارکت استراتژیک دو شرکت می‌باشد، سکان رهبری رنو و نیسان را در دست دارد. در سال ۲۰۱۲ نیسان پس از شرکت‌های جنرال موتورز، تویوتا، گروه فولکس‌واگن، هیوندای موتور گروپ و فورد، به‌عنوان ششمین خودروساز بزرگ جهان، شناخته شد.

### تاریخچه

#### دهه‌های ۱۹۱۰ و ۱۹۲۰

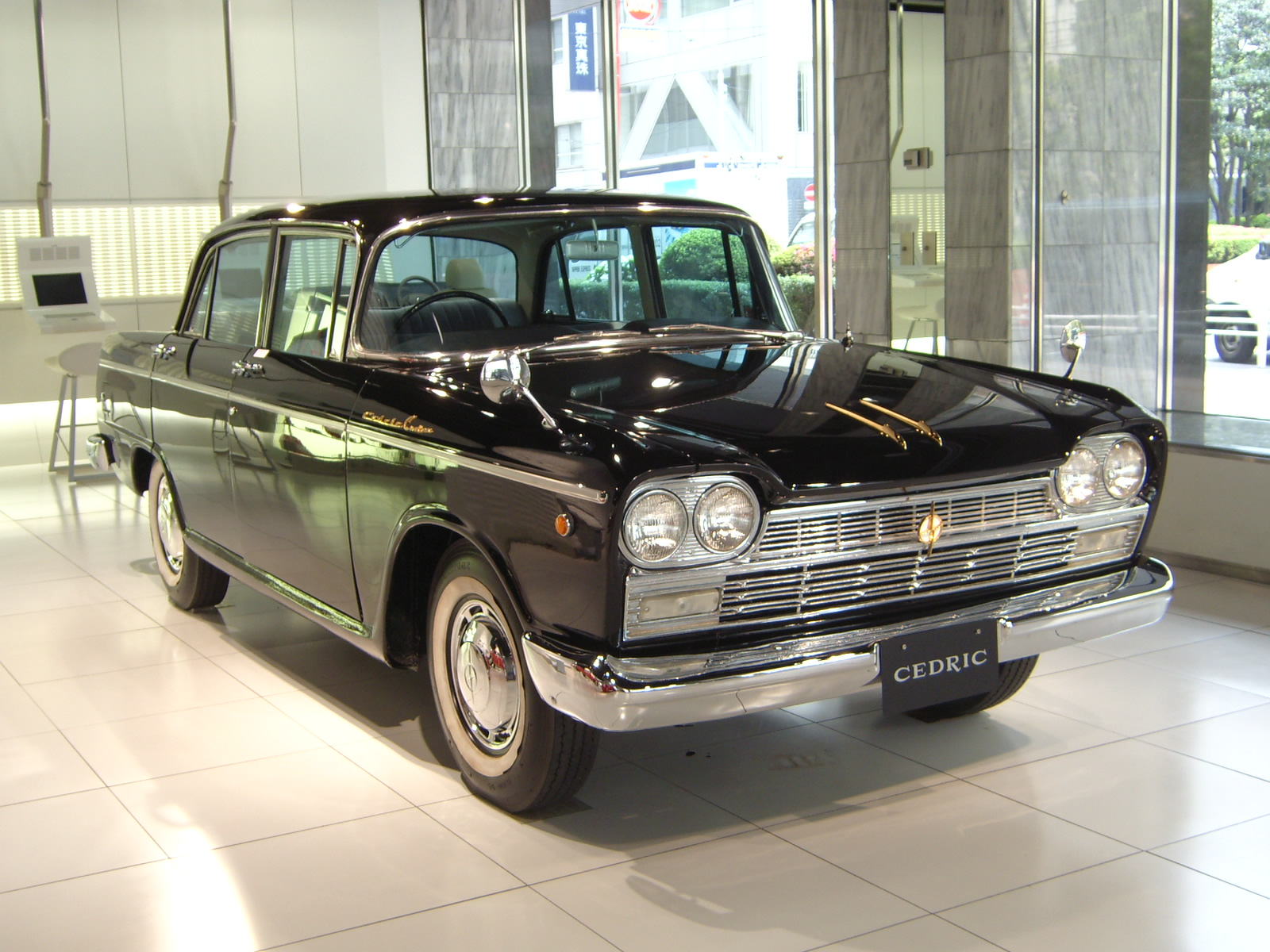
نیسان سدریک

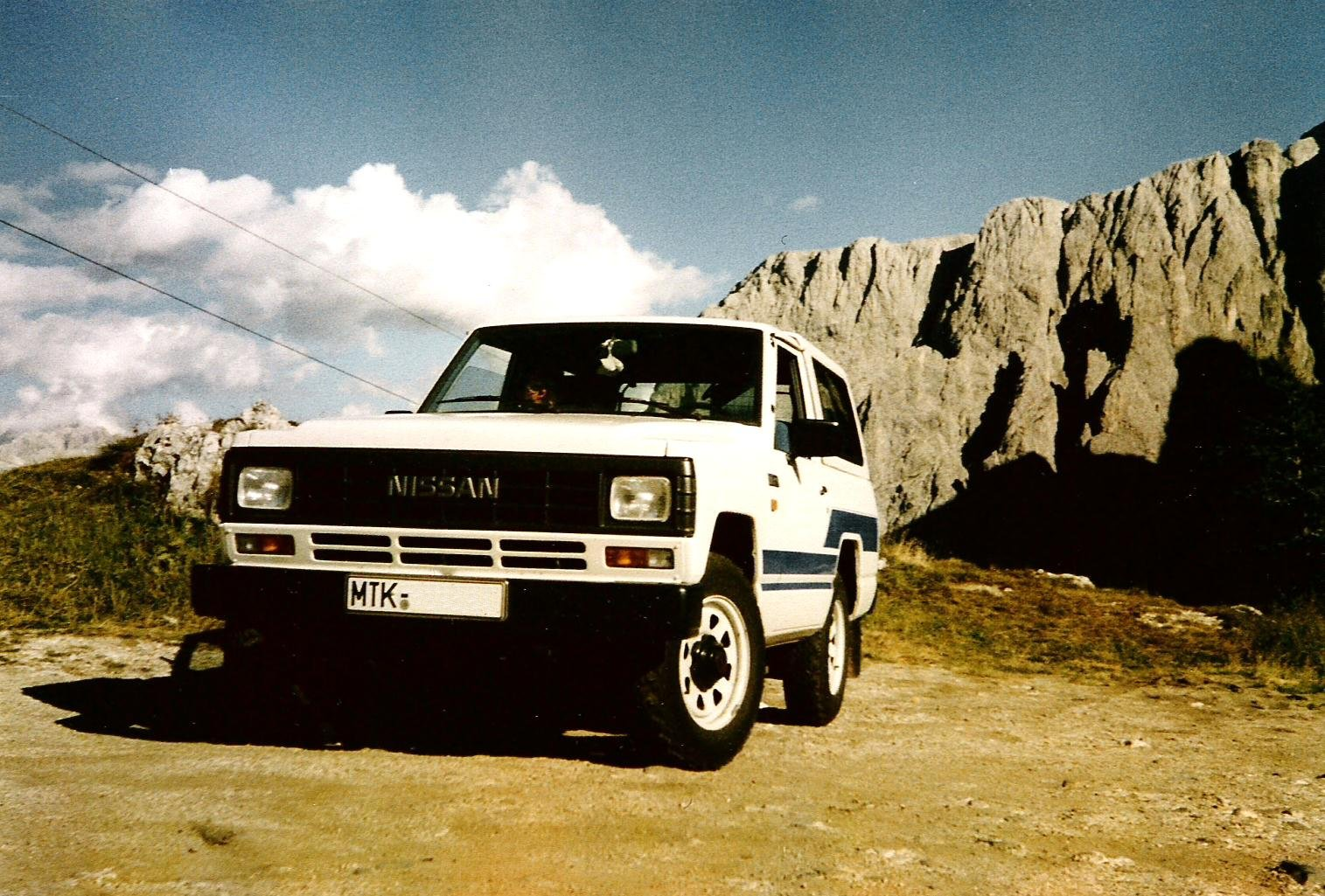
نیسان پاترول مدل ۱۹۸۰

در سال ۱۹۱۱ ماسوجیرو هاشیموتو، شرکت کوایشینشا موتور کار ورکس (به انگلیسی: Kwaishinsha Motor Car Works) را تأسیس کرد و در ۱۹۱۴ این شرکت با سرمایه‌گذاری سه بازرگان ژاپنی، نخستین خودروی خود را طراحی و تولید نمود.
این وسیله نقلیه ۲ سیلندری که تنها ۱۰ اسب بخار قدرت داشت، دات نامیده شد، که از حروف اول نام خانوادگی سه سرمایه‌گذار آن، گرفته شده بود. سرمایه‌گذاران این پروژه عبارت بود از:
- کنجیرو دین (به انگلیسی: Kenjiro Den)
- روکارو آویاما (به انگلیسی: Rokuro Aoyama)
- میتارو تاکئوچی (به انگلیسی: Meitaro Takeuchi)

این شرکت در سال ۱۹۱۸ به کوایشینشا موتور کو تغییر نام داد و شروع به تولید کامیون‌های نظامی نمود.
در سال ۱۹۱۹ شرکت جیتسایو جیدوشا، به‌عنوان شرکت تابعه کمپانی کابوتا، در شهر اوساکا راه‌اندازی شد. این شرکت بلافاصله شروع به تولید کامیون‌های سایز کوچک نمود، که قطعات مورد نیاز آن‌ها را، از ایالات متحده آمریکا وارد و در ژاپن مونتاژ می‌کرد.
در سال ۱۹۲۵ شرکت کوایشینشا موتور به دات موتور کار تغییر نام پیدا کرد. یک سال بعد در ۱۹۲۶ شرکت دات موتور و جیتسایو جیدوشا با هم ادغام شدند.

#### دهه‌های ۱۹۳۰ و ۱۹۴۰

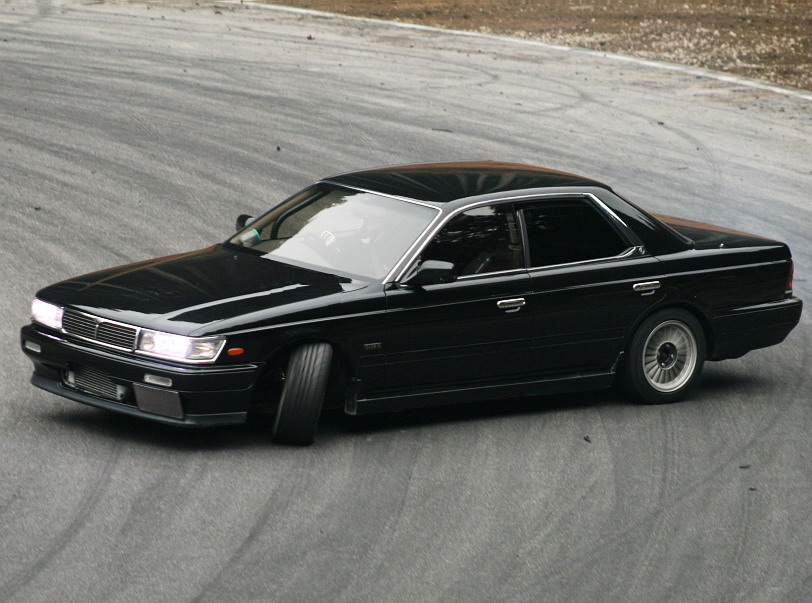
نیسان لورل

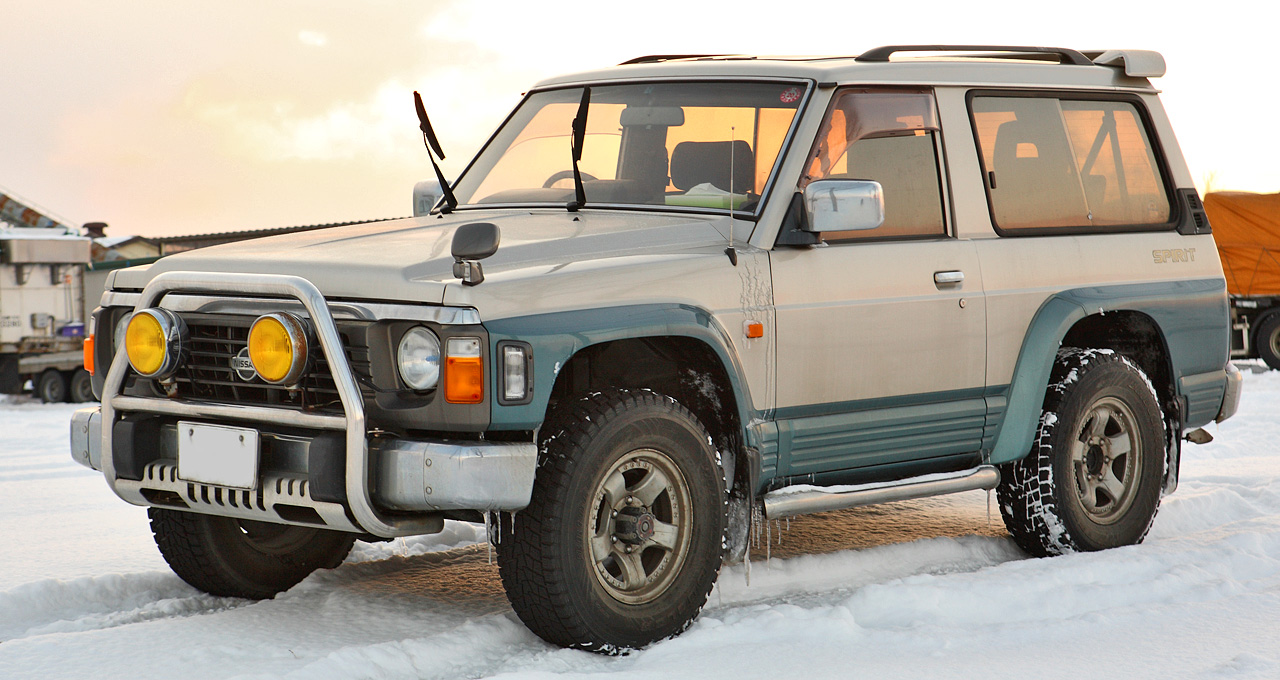
نیسان سفری دو در

در سال ۱۹۳۰ اتومبیل دات، دست‌خوش تغییر شد. خودروی کوچک جدیدی به نام دات سان (به معنی پسر دات) تولید شد، که چندی بعد، به داتسون تغییر نام داد. در سال ۱۹۳۱ این شرکت مدل داتسون تیپ ۱۱ را به بازار عرضه کرد.
در ۱۹۳۴ داتسون اقدام به مشارکت با اتومبیل‌ساز دیگری به نام نیهون سانگیو نمود. این شرکت متعلق به کارآفرین و بازرگان ژاپنی؛ یوشیسوکه آیکاوا بود. آیکاوا ابتدا اقدام به خریداری داتسون نمود، سپس با تصاحب چند شرکت خودروسازی کوچک و ادغام کلیه شرکت‌ها در کمپانی نیهون سانگیو، این کمپانی، به یک شرکت خوشه‌ای تبدیل گشت، که از ۷۴ شرکت صنعتی و غیرصنعتی تشکیل می‌شد و شرکت‌های زیرمجموعه آن، در حوزه‌های مختلفی فعالیت می‌کردند، از این شرکت‌ها می‌توان به: توباتا و هیتاچی اشاره نمود. در ابتدای دهه ۱۹۳۰ پس از ورود شرکت نیهون سانگیو به بازار بورس توکیو، این شرکت در مبادلات سهام، به‌اختصار از نام نیسان استفاده کرد، که مختصر شده نیـهون سانـگیو بود. این شرکت و زیرمجموعه‌های آن، هیچ‌یک تا سال ۱۹۳۳ عملأ در صنعت خودروسازی فعالیت نمی‌کردند. در سال ۱۹۳۳ در پی خریداری شرکت توباتا، مالکیت داتسون (که زیرمجموعه‌ای از توباتا بود) در اختیار نیسان قرار گرفت، که نیسان را به صنعت خودروسازی وارد کرد و یک سال بعد، در ۱۹۳۴ شرکت خودروسازی نیسان تشکیل شد.
آیکاوا که طرح عظیمی برای تولید انبوه ۱۰ تا ۱۵ هزار دستگاه خودرو در هر سال داشت، شروع به عملی کردن این پروژه نمود. یک سال بعد و پیش از جنگ جهانی دوم، اولین داتسون‌های سایز کوچک در کارخانه مستقر در یوکوهاما، به خط مونتاژ فرستاده شد.
در طول جنگ جهانی دوم تولید این وسیله نقلیه، به کامیون‌های نظامی و موتور هواپیما و قایق‌های اژدرافکن، تغییر پیدا کرد. شرکت نیسان تولید وسایل غیرنظامی را در سال ۱۹۴۵ از سر گرفت و ۲ سال بعد، با دریافت سفارش تولید خودروهای داتسون، بار دیگر برند داتسون وارد خط تولید گردید.

#### دهه‌های ۱۹۵۰ و ۱۹۶۰

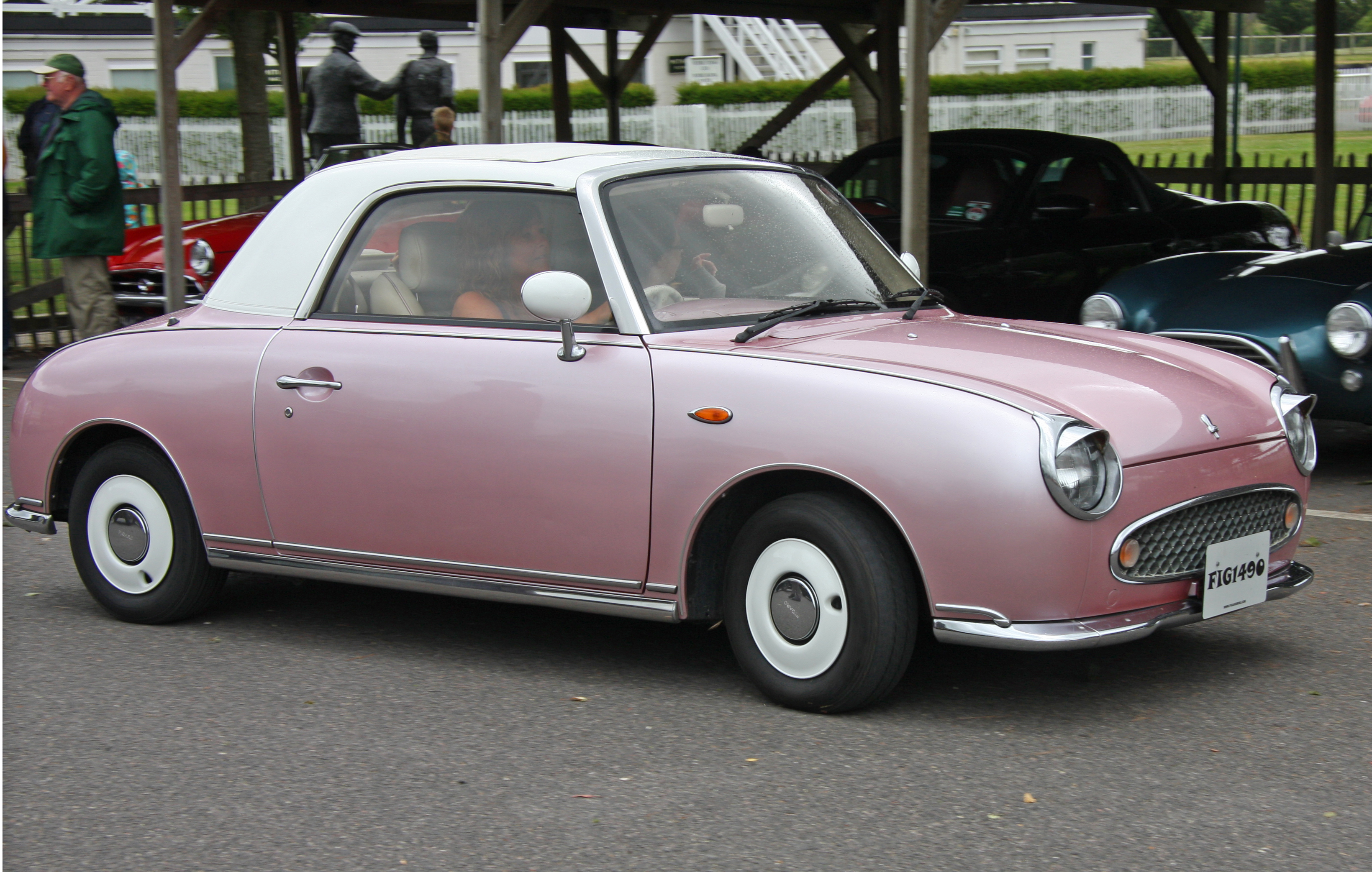
نیسان فیگارو

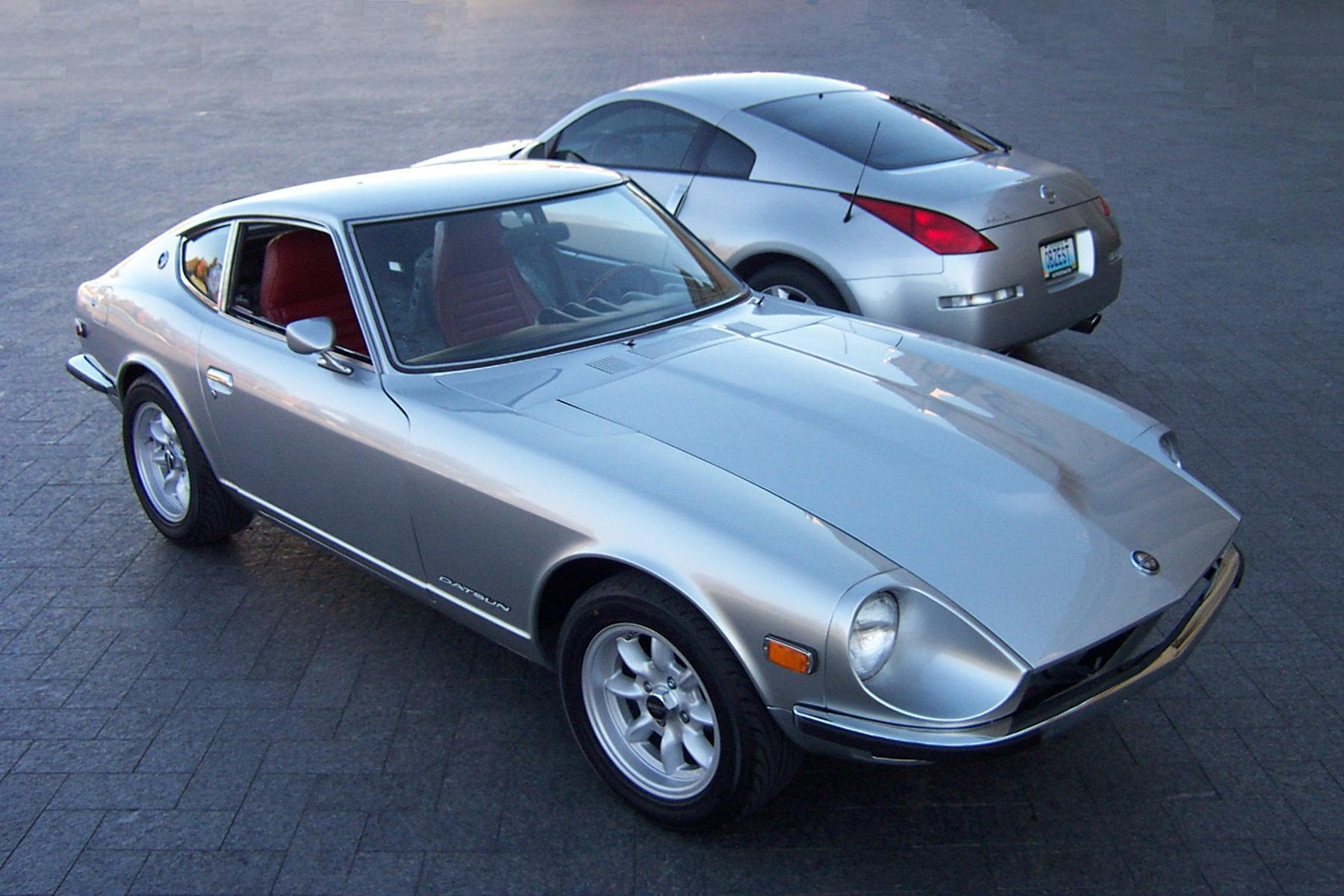
دو مدل از نیسان زد

در سال‌های نخست دهه ۱۹۵۰ نیسان به‌عنوان یک کمپانی خودروسازی موفق ژاپنی در یوکوهاما، در سطح جهانی مطرح شده بود. با پیشرفت صنایع خودروسازی، زمان ساخت اتومبیل الکتریکی فرا رسید. دولت ژاپن بهره‌گیری از انرژی دوگانه را مدنظر قرار داد، سپس نیسان اقدام به تولید خودروی الکتریکی تاما نمود و آن را روانه بازار کرد.
به منظور جواب‌گویی به احتیاجات ارتش ژاپن، در سال ۱۹۵۱ اولین خودروی دو دیفرانسیل کمپانی نیسان به نام نیسان پاترول از خط تولید نیسان خارج شد. این خودرو از بسیاری جهات مورد توجه ژاپنی‌ها قرار گرفت و از نظر ظاهری نیز بسیار شبیه به اتومبیل جیپ ساخت ایالات متحده آمریکا بود.
در سال ۱۹۶۶ شرکت نیسان با پرینس موتور کمپانی ادغام شد. پس از این ادغام نیسان وارد فاز جدیدی از تولید محصولات شد، که به ساخت و عرضه مدل‌هایی چون نیسان اسکای‌لاین و نیسان گلوریا انجامید.

#### دهه‌های ۱۹۷۰ و ۱۹۸۰

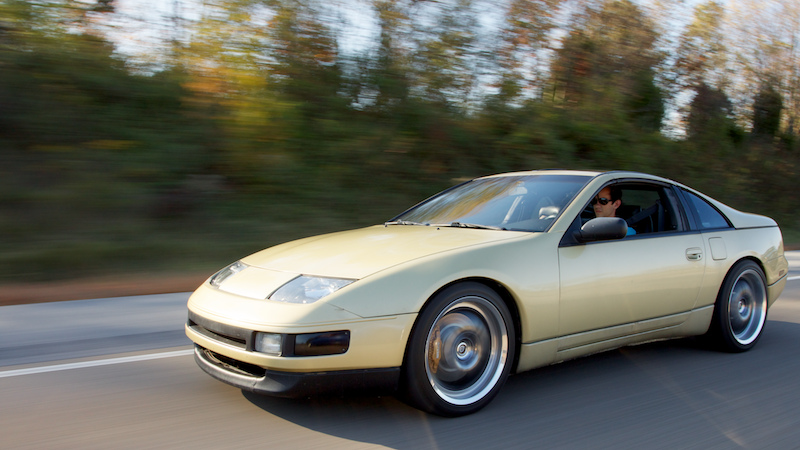
نیسان ۳۰۰زدایکس

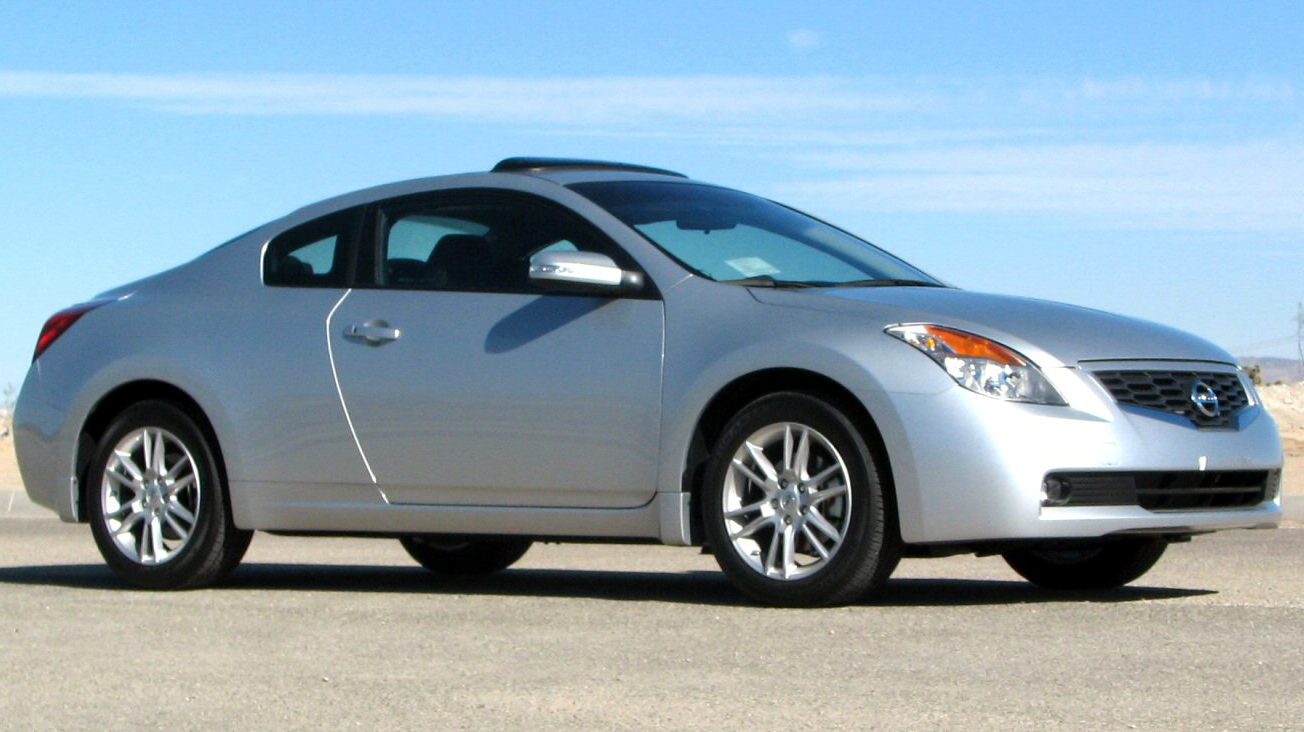
نیسان آلتیما

در دهه ۱۹۷۰ نیسان صادرات خودروهای خود را به ایالات متحده ادامه داد و بازاری برای خود فراهم کرد، که با فروش سالانه بیش از ۲۵۵ هزار دستگاه خودرو در سال ۱۹۷۱ ادامه یافت، ولی بحران عظیم سوخت در ایالات متحده آمریکا به عنوان یک کشور مصرفی باعث شد، که این کشور درخواست خودروهای کوچک‌تر، ارزان‌تر و با سوخت مناسب‌تری که همانند محصولات نیسان، هوندا و تویوتا بود، را بدهد.
در سال ۱۹۷۳ یک میلیون دستگاه داتسون در ایالات متحده به فروش رسیده بود و دو سال بعد از آن شرکت نیسان بزرگ‌ترین شرکت صادرکننده وسیله نقلیه به شمال آمریکا بود.
در دهه ۱۹۸۰ دو مرکز بزرگ تولید خودرو را در ایالات متحده آمریکا و بریتانیا ایجاد کرد و در سال ۱۹۸۳ خودروهایی مانند سانی را تحت نام نیسان به بازار ارائه کرد. تا سال ۱۹۸۷ صادرات رو به افزایش این شرکت، به بیست میلیون دستگاه در سال رسید.

#### دهه‌های ۱۹۹۰ و ۲۰۰۰

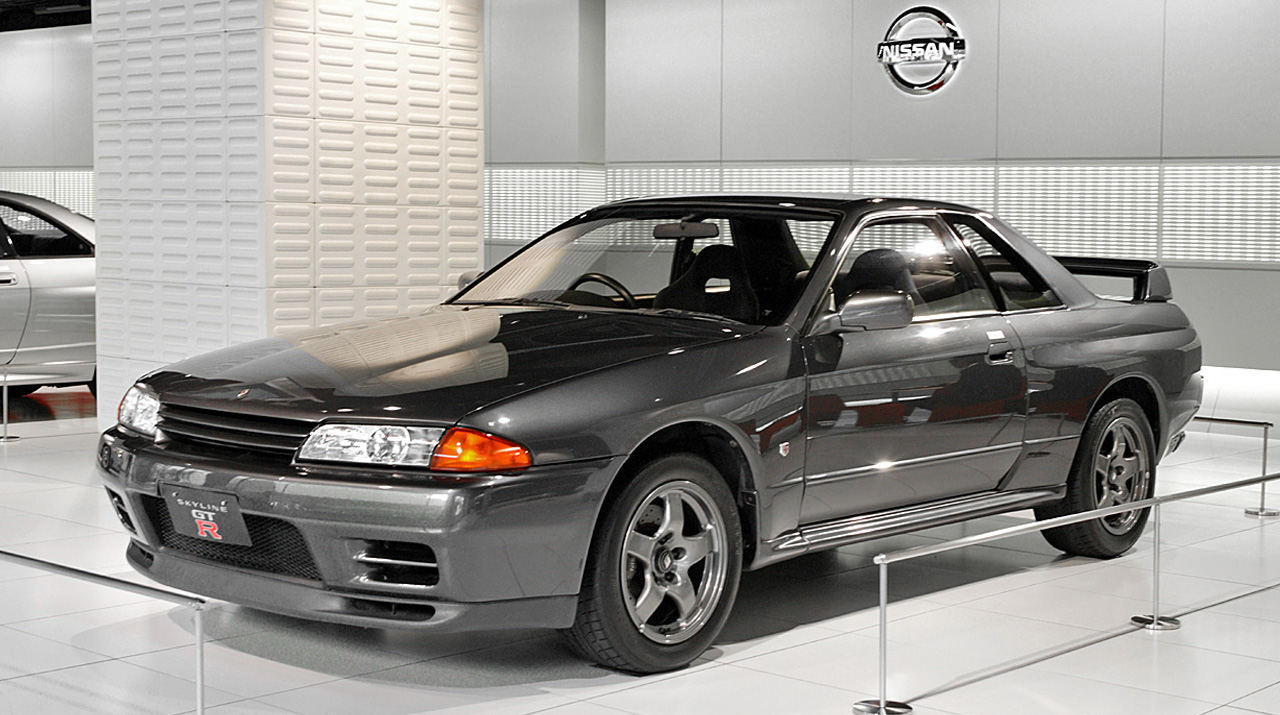
نیسان اسکای‌لاین مدل ۲۰۰۷

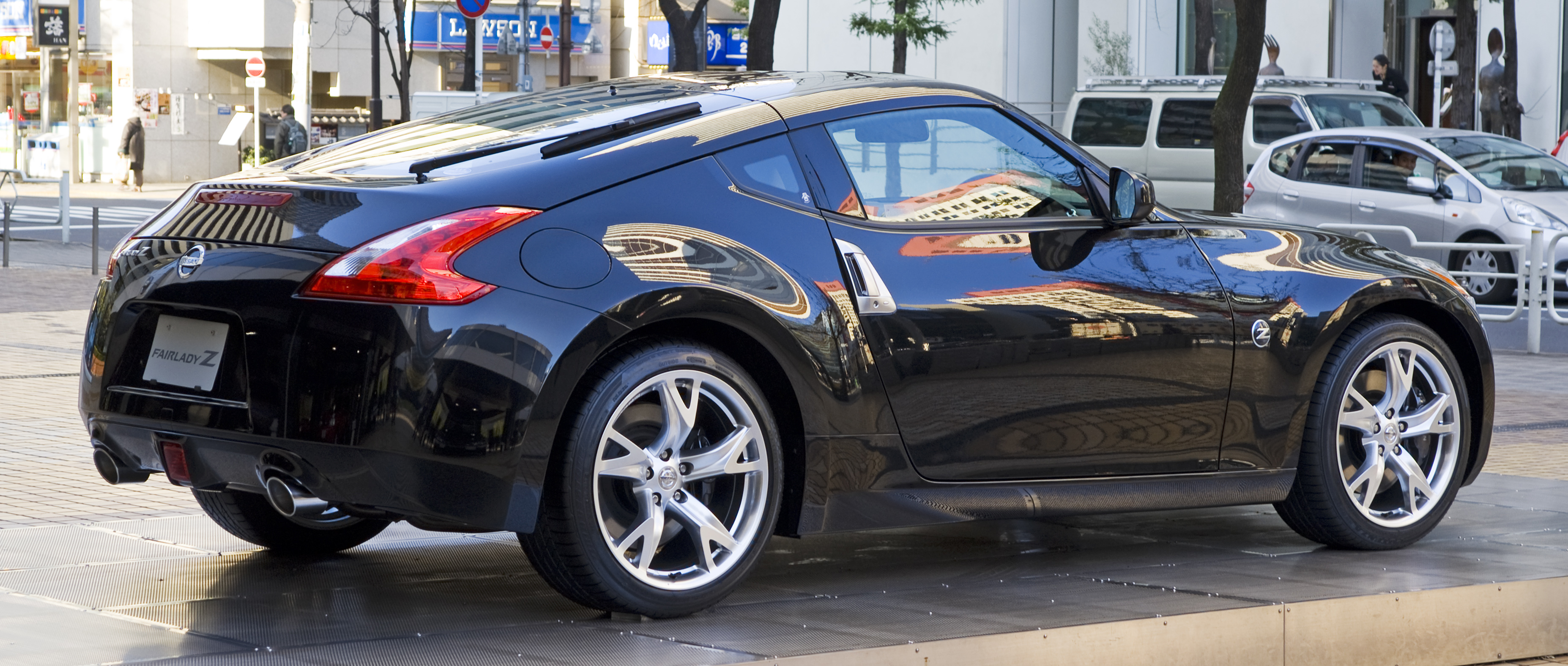
نیسان ۳۷۰زد مدل ۲۰۰۹

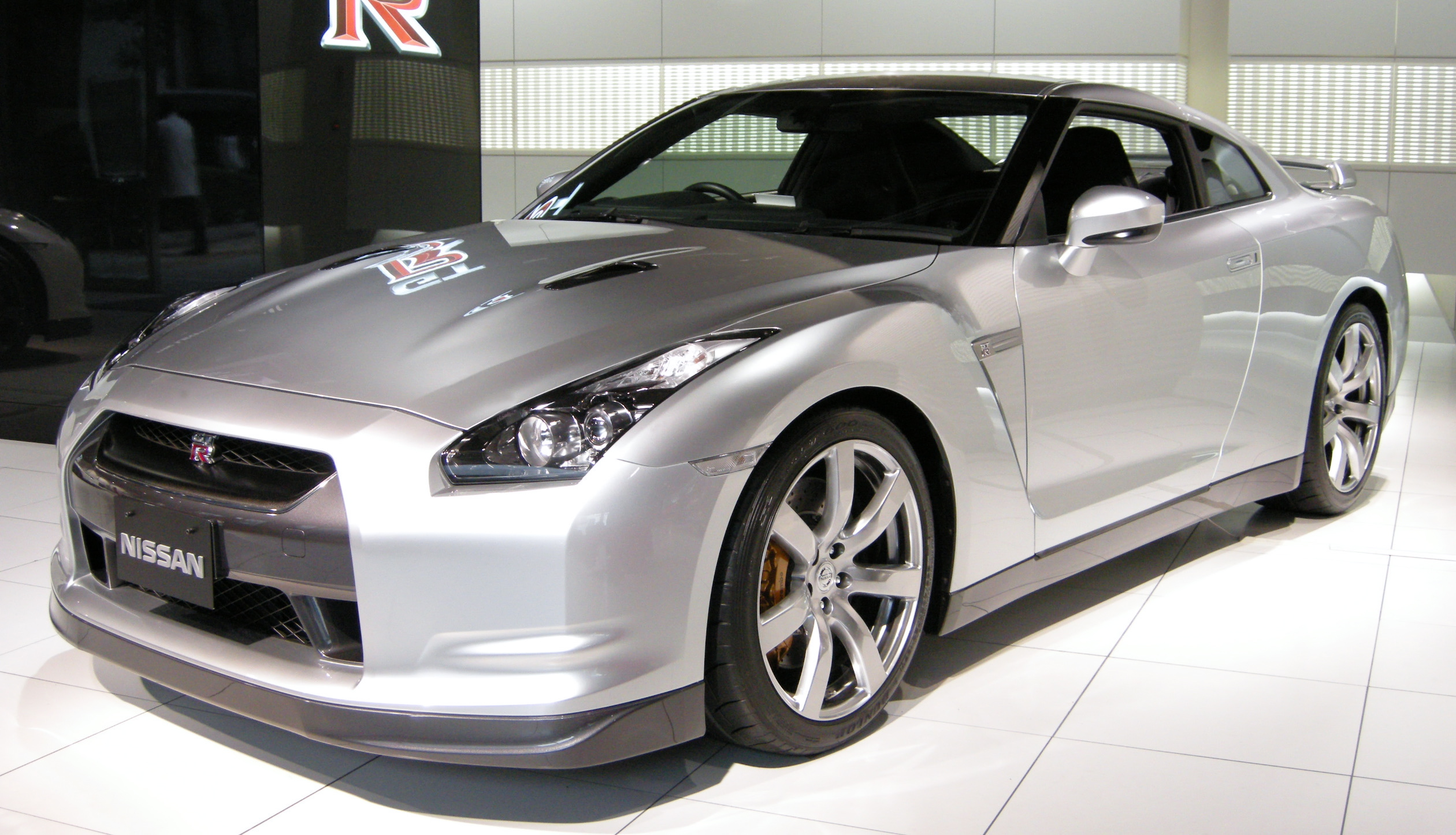
نیسان جی تی-آر

در اوایل دهه ۱۹۹۰ نیسان خودروی میکرا را تولید کرد، که طراحی زیبایی داشت و سه سال بعد به عنوان خودروی سال اروپا انتخاب شد.
در خلال دهه ۱۹۹۰ هر ساله نیسان ضرر می‌داد. فورد و کرایسلر از دادن سفارش خودداری کردند، ولی رنو موافقت کرد، که در برابر پذیرش ۴/۵ میلیارد بدهی، ۸/۳۶ درصد دارایی‌های خالص شرکت را دریافت کند.
کارخانجات نیسان ظرفیت تولید بیش از یک میلیون خودرو را داشت، که قادر به فروش آن‌ها بود. هزینه‌های خرید ۱۰ تا ۲۰ درصد بیش از رنو بود و با ۱۱ میلیارد بدهی، کمبود نقدینگی شدیدی وجود داشت. نیسان مبتلا به فقدان شفافیت در توجیه سود، تمرکز ناکافی روی مشتری‌ها، تمرکز زیاد برای بیرون کردن رقبا، فقدان فرهنگ کار همراه عملکرد، مرزها یا خطوط سلسله مراتب (به‌دلیل وجود بوروکراسی موجود) و عدم وجود دید همکاری بین افراد بود. در چنان وضعیت نابسامانی، نیسان برای نجات خود به‌دنبال یک ناجی می‌گشت.
کارلوس غصن در ژوئیه ۱۹۹۹ به‌عنوان مدیر عملیات نیسان، فعالیتش را در این شرکت آغاز نمود. در ابتدای سال ۲۰۰۰ به ریاست هیئت مدیره شرکت و در ژوئیه ۲۰۰۱ به مدیرعاملی نیسان منصوب گردید.
هنگامی‌که غصن سکان هدایت این شرکت ژاپنی را در دست گرفت، نیسان بالغ بر ۲۰ میلیارد دلار بدهی داشت و از ۴۸ مدل خودرویی که تولید می‌کرد، تنها ۳ مدل سود دهی داشت.
نیسان را تحویل گرفت، چندین گروه درست کرد، که برای کمک به او در تهیه طرح احیاء در مورد عملکرد حیاتی مانند ساخت، خرید و مهندسی کندوکاو کنند. او جهت افزایش همکاری، کارمندان نمونه را در راس گروه‌ها قرار داد و هر یک از تیم‌ها را نیز به یک مدیر کلیدی سپرد، که از رنو با او به ژاپن آمده بودند. طرح غصن در نیسان برای صنعت خودروسازی ژاپن، مثل یک زلزله بود، که آن را دگرگون ساخت.
غصن مخارج اضافی را نصف کرد و تعداد فروشندگان را به ۲۰٪ درصد افزایش داد، ولی زمینه‌های کاری را به احیای نیسان موکول کرد. او دست طراحان خودروهای نیسان را در طراحی بدون دغدغه و نگرانی دربارهٔ قابلیت ساخت، آزاد گذاشت. وی، «شیرو ناکامورا» را از ایسوزو، برای شخصیت بخشیدن و هویت‌دادن به کامیون‌های نیسان، استخدام کرد.
کارلوس غصن همین‌طور از یک پروژه مشترک با رنو برای تولید اتومبیل‌های کوچک خبر داد و گفت که این ماشین جایگزین خط تولید نیسان‌های اروپایی خواهد شد.
با افزایش سرعت تولیدات، فروش نیسان به ۲۷ سال پیش برگشت. فروش ۱۷٪ درصدی در سال ۲۰۰۰ نیسان را قادر ساخت، تا جلوتر از هوندا بایستد، که فروش ۱۳٫۸٪ درصد داشت، ولی در مقایسه با تویوتا ۴۲٫۲٪ درصدی خیلی عقب بود.
نیسان با هشت مدل جدید به‌سوی نمایشگاه ۲۰۰۳ پیش رفت. «تاکیرو فوجی موتو» از دانشگاه توکیو و معاون سردبیر روزنامه خودروسازهای متحد می‌گوید: «داشتن استراتژیست درجه یک به‌عنوان مدیرارشد، موثرترین راه برای انتقال توانایی‌ها است.»
عملکرد غصن در نیسان چنان چشمگیر بود، که در سال نخست سود خالصی معادل ۲٫۷ میلیارد دلار را عاید کمپانی کرد و تا سال ۲۰۰۵ کلیه بدهی‌های نیسان را پرداخت نمود.
انتقال کارلوس غصن از رنو به نیسان، در عمل کلیدی برای موفقیت این اتحاد بود. در ماه مه سال ۲۰۰۵ پس از انتصاب او به‌عنوان رئیس هیئت مدیره رنو، غصن درصدد بود، که یک مدیر اجرایی ژاپنی برای جایگزین کردن خود در نیسان بیابد، ولی همچنان در این شرکت ماندگار شد. غصن در ماه مه ۲۰۰۹ جانشین «شواتیزر» مدیرعامل اسبق رنو گردید.

#### دهه ۲۰۱۰
هم‌اکنون نیسان دومین تولیدکننده اتومبیل، مجدداً تویوتا را در بازار جهانی و نیز اروپا و آمریکای شمالی به چالش می‌طلبد و هوندا را به‌طور چشمگیری پشت سر گذاشته‌است. کوریر ماتسومورا، معاون اجرایی و عضو هیئت مدیره نیسان می‌گوید: بزرگ‌ترین موفقیت غصن آن است که می‌تواند در عقاید مردم تغییرات ساختاری ایجاد کند.
نیسان در سال ۲۰۱۲ میلادی درآمدی بالغ بر ۹۵ میلیارد دلار داشت و با بیش از ۱۵۵ هزار کارمند در سراسر جهان از بزرگ‌ترین خودروسازان به‌شمار می‌رود.

### میزان فروش

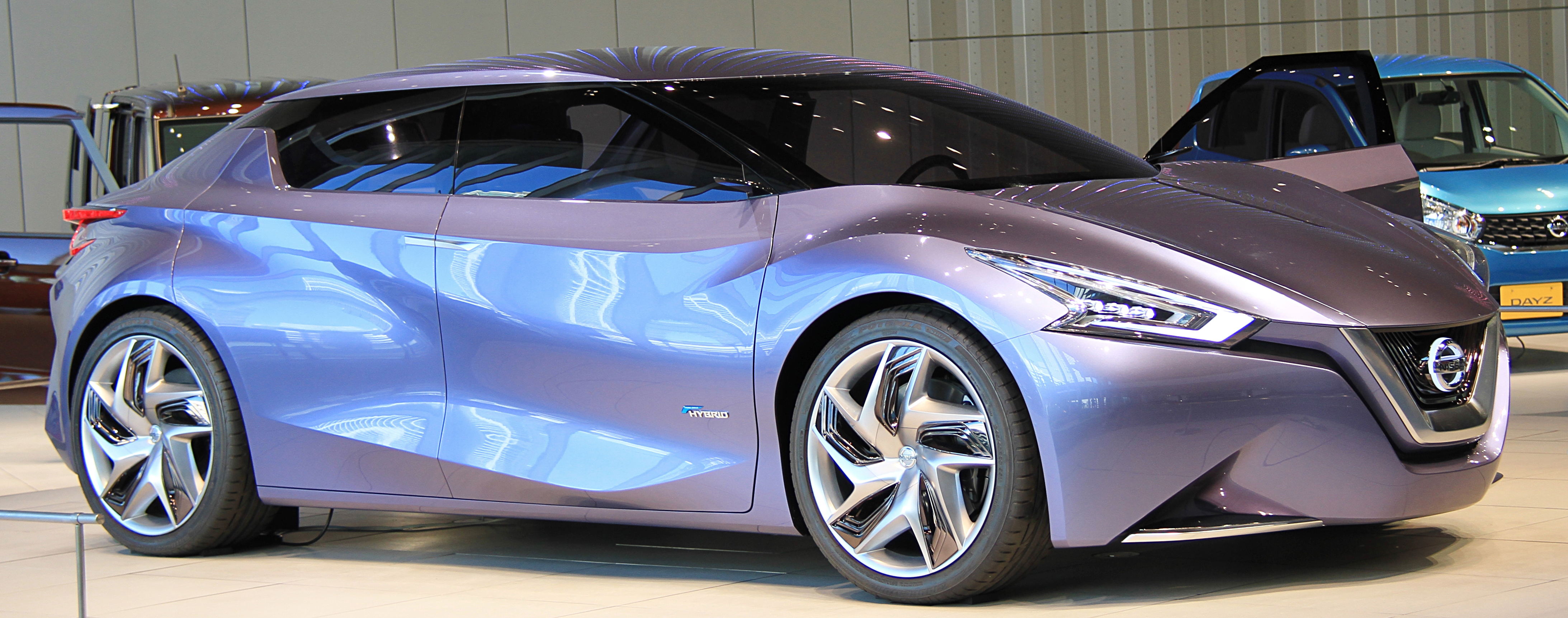
نیسان فرند

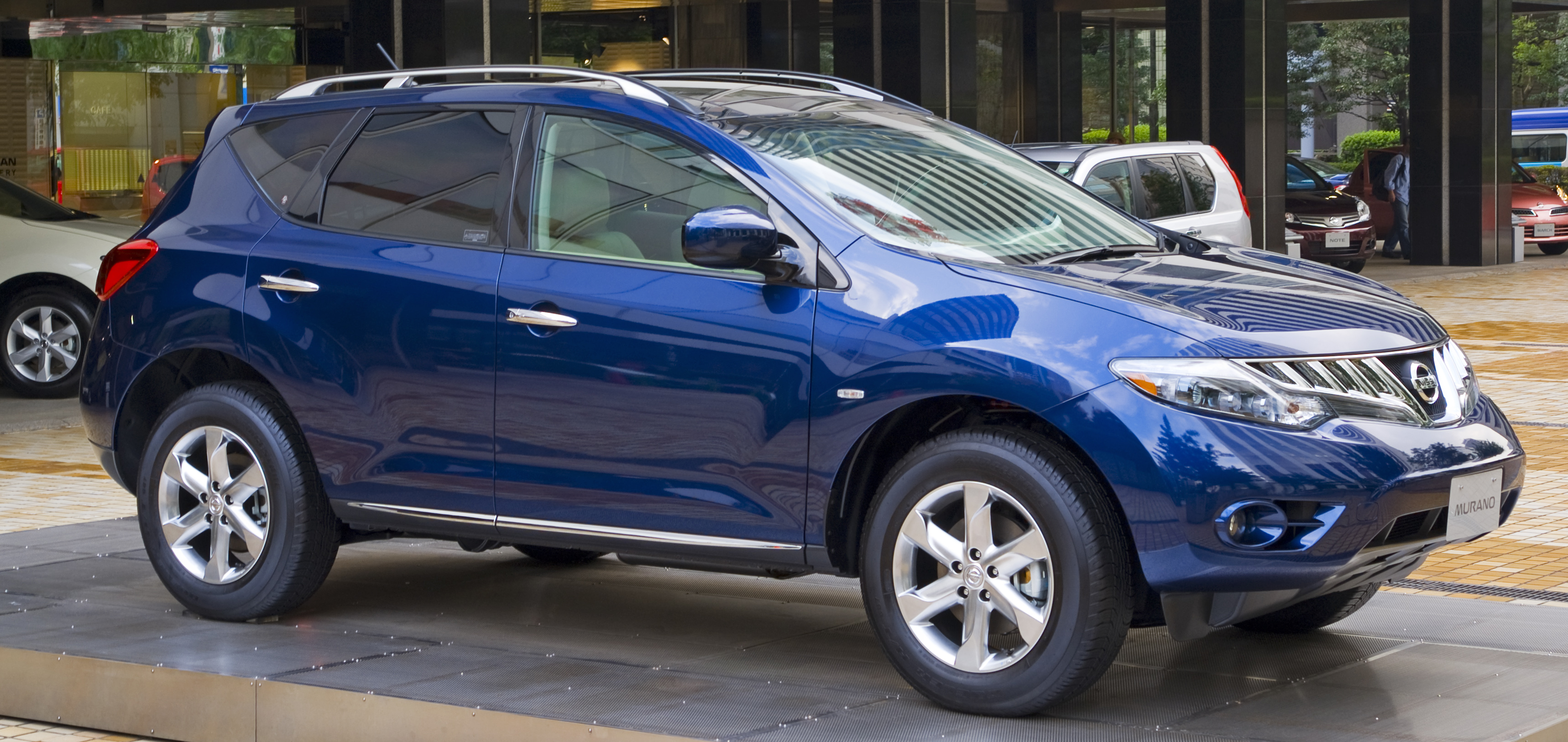
نیسان مورانو مدل ۲۰۰۸

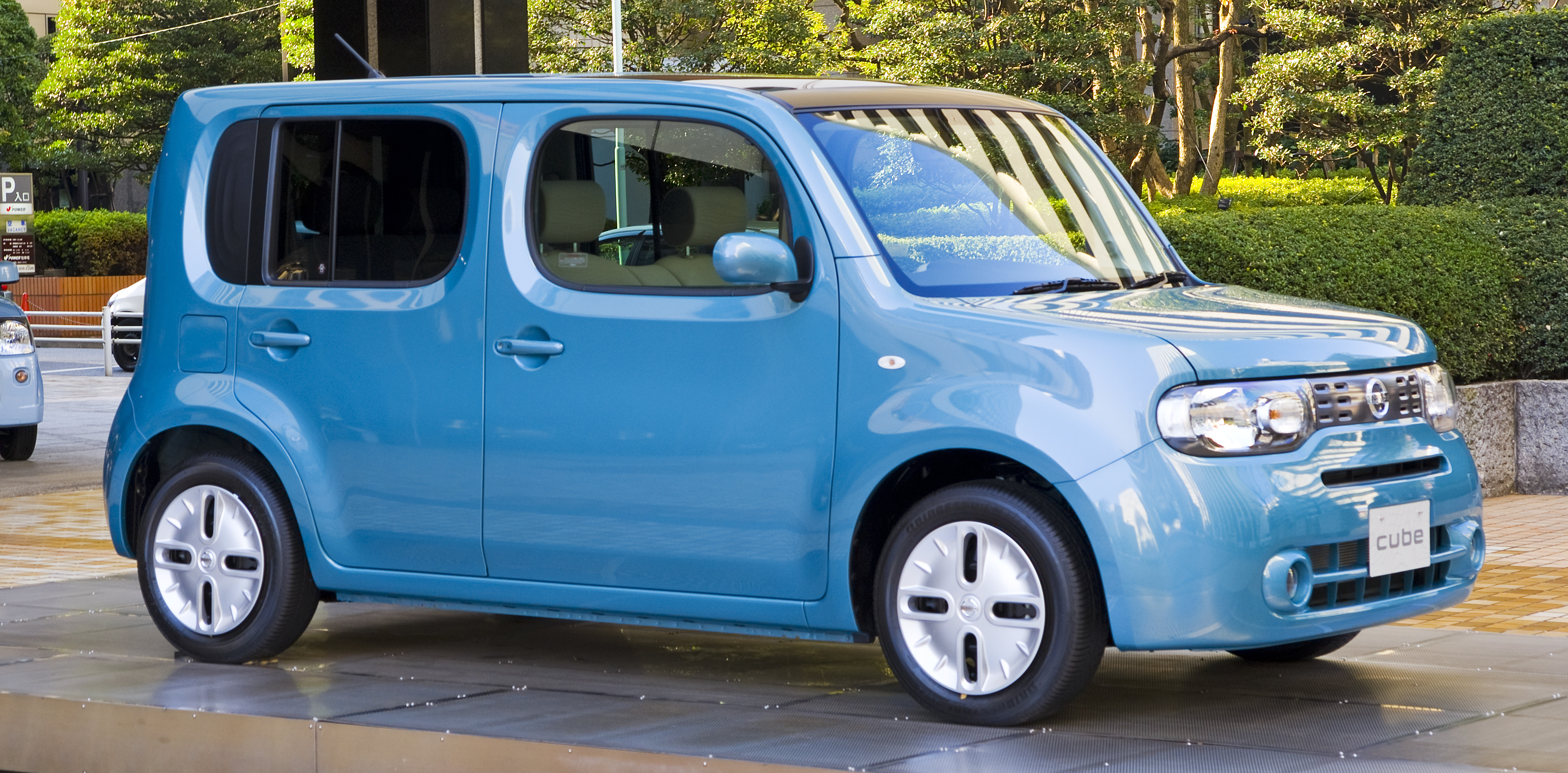
نیسان کیوب مدل ۲۰۰۹

در فهرست زیر، میزان فروش شرکت نیسان، در فاصله سال‌های مالی ۱۹۹۸ تا ۲۰۱۲ ذکر شده‌است.
| سال مالی | تعداد فروش |
| -------- | ---------- |
| ۱۹۹۸     | ۲٬۵۵۵٬۹۶۲  |
| ۱۹۹۹     | ۲٬۶۲۹٬۰۴۴  |
| ۲۰۰۰     | ۲٬۶۳۲٬۸۷۶  |
| ۲۰۰۱     | ۲٬۵۸۰٬۷۵۷  |
| ۲۰۰۲     | ۲٬۷۳۵٬۹۳۲  |
| ۲۰۰۳     | ۲٬۹۶۸٬۳۵۷  |
| ۲۰۰۴     | ۳٬۲۹۵٬۸۳۰  |
| ۲۰۰۵     | ۳٬۵۹۷٬۸۵۱  |
| ۲۰۰۶     | ۳٬۴۷۷٬۸۳۷  |
| ۲۰۰۷     | ۳٬۶۷۵٬۵۷۴  |
| ۲۰۰۸     | ۳٬۷۰۸٬۰۷۴  |
| ۲۰۰۹     | ۳٬۳۵۸٬۴۱۳  |
| ۲۰۱۰     | ۴٬۰۸۰٬۵۸۸  |
| ۲۰۱۱     | ۴٬۶۶۹٬۹۸۱  |
| ۲۰۱۲     | ۴٬۹۴۰٬۱۳۳  |

### مدل‌های تولید شده

#### خودرو شهری
| ساخت      | مدل         | یادداشت               | تصویر |
| --------- | ----------- | --------------------- | ----- |
| ۱۹۹۹–۲۰۰۱ | هیپرمینی    |                       |       |
| سال ۲۰۰۲  | نیسان موکو  | نیسان ب-۱             |       |
| سال ۲۰۰۵  | نیسان ای‌کا  | از طرح میتسوبیشی ای‌کا |       |
| سال ۲۰۰۷  | نیسان پینو  | نیسان ب-۱             |       |
| سال ۲۰۰۹  | نیسان پیکسو | از طرح سوزوکی آلتو    |       |

#### سوپرمینی
| ساخت      | مدل           | یادداشت                          | تصویر |
| --------- | ------------- | -------------------------------- | ----- |
| ۱۹۸۷–۱۹۸۹ | نیسان ب-۱     | نیسان مارس                       |       |
| ۱۹۹۱      | نیسان فیگارو  | بر پایه نیسان مارس               |       |
| ۱۹۸۹–۱۹۹۳ | نیسان پائو    | بر پایه نیسان ب-۱ و نیسان مارس   |       |
| سال ۱۹۸۴  | نیسان مارس    |                                  |       |
| سال ۲۰۰۲  | نیسان پلاتینا | تا سال ۲۰۰۸ در مکزیک تولید می‌شد. |       |

#### خودروی کامپکت
| ساخت      | مدل                   | یادداشت                                                     | تصویر |
| --------- | --------------------- | ----------------------------------------------------------- | ----- |
| ۱۹۸۲–۱۹۸۶ | نیسان چری             | خرید طرح از آلفا رومئو بر پایه آلفارومئو آرنا               |       |
| ۱۹۹۴–۱۹۹۹ | نیسان لوچینو          | تولید در اروپا                                              |       |
| ۱۹۸۱–۲۰۰۴ | نیسان سانی            | بر پایه داتسون سانی مدل ۱۹۶۶                                |       |
| ۱۹۷۸–۲۰۰۶ | نیسان پولسار          | بر پایه نیسان سانی و نیسان آلمرا                            |       |
| ۱۹۹۵–۲۰۰۶ | نیسان آلمرا           | بر پایه مدل‌های نیسان سانی، نیسان آلمرا تینو و نیسان پولسار. |       |
| سال ۲۰۰۰  | نیسان شیلفی پرنده آبی | بر پایه نیسان پولسار                                        |       |
| سال ۲۰۰۴  | نیسان تیدا            | نیسان آلمرا                                                 |       |
| سال ۲۰۰۷  | نیسان ۹۰              | بر پایه تندر ۹۰                                             |       |
| سال ۲۰۱۰  | نیسان لیف             |                                                             |       |

#### خودرو خانواده
| ساخت      | مدل             | یادداشت                             | تصویر |
| --------- | --------------- | ----------------------------------- | ----- |
| ۱۹۵۳–۱۹۵۴ | نیسان ای۴۰      | طراحی سی‌کی‌دی                        |       |
| ۱۹۷۳–۱۹۸۵ | نیسان استانزا   | بر پایه داتسون وایولت               |       |
| ۱۹۸۱–۱۹۹۲ | نیسان استانزا   |                                     |       |
| ۱۹۹۰–۲۰۰۰ | نیسان پرسا      | تولید در آسیا و اقیانوسیه           |       |
| ۱۹۸۳–۲۰۰۱ | نیسان بلوبرد    |                                     |       |
| ۱۹۹۷–۲۰۰۱ | نیسان آر'نسا    |                                     |       |
| ۱۹۹۰–۲۰۰۵ | نیسان اونیر     | بر پایه نیسان بلوبرد و نیسان پریمرا |       |
| ۱۹۹۰–۲۰۰۷ | نیسان پریمرا    |                                     |       |
| ۱۹۹۶–۲۰۰۷ | نیسان استاجیا   | بر پایه نیسان اسکای‌لاین             |       |
| سال ۱۹۵۷  | نیسان اسکای‌لاین |                                     |       |
| سال ۱۹۹۲  | نیسان آلتیما    | بر پایه نیسان استانزا               |       |
| سال ۱۹۹۴  | نیسان کریو      |                                     |       |
| سال ۱۹۹۶  | نیسان وینگرود   |                                     |       |

#### خودروی شرکتی
| ساخت      | مدل           | یادداشت                                               | تصویر |
| --------- | ------------- | ----------------------------------------------------- | ----- |
| ۱۹۵۵–۱۹۵۹ | نیسان ای۵۰    |                                                       |       |
| ۱۹۵۹–۲۰۰۴ | نیسان گلوریا  |                                                       |       |
| ۱۹۶۰–۲۰۰۴ | نیسان سدریک   |                                                       |       |
| ۱۹۶۸–۲۰۰۳ | نیسان لورل    |                                                       |       |
| ۱۹۸۰–۱۹۹۹ | نیسان لئوپارد | بر پایه اینفینیتی جی۳۰ (۱۹۹۲–۱۹۹۷) تولید ایالات متحده |       |
| ۱۹۸۶–۱۹۹۳ | نیسان پینتارا | بر پایه فورد کورس‌ایر                                  |       |
| ۱۹۸۸–۲۰۰۳ | نیسان آی      | بر پایه اینفینیتی آی                                  |       |
| سال ۱۹۸۵  | نیسان ماکسیما |                                                       |       |
| سال ۲۰۰۳  | نیسان تینا    |                                                       |       |
| سال ۲۰۰۴  | نیسان فوگا    | بر پایه اینفینیتی ام                                  |       |

#### خودروی لوکس
| ساخت      | مدل           | یادداشت                  | تصویر |
| --------- | ------------- | ------------------------ | ----- |
| ۱۹۶۵–۲۰۱۰ | نیسان پرزیدنت |                          |       |
| ۱۹۸۸–۲۰۱۰ | نیسان سیما    | بر پایه اینفینیتی کیو۴۵. |       |

#### ون کوچک
| ساخت     | مدل        | یادداشت | تصویر |
| -------- | ---------- | ------- | ----- |
| سال ۲۰۰۹ | نیسان روکس |         |       |

#### مینی ام‌پی‌وی
| ساخت      | مدل            | یادداشت                  | تصویر |
| --------- | -------------- | ------------------------ | ----- |
| ۱۹۸۹–۱۹۹۲ | نیسان اس-کارگو | بر پایه نیسان مارس       |       |
| سال ۱۹۹۸  | نیسان کیوب     |                          |       |
| سال ۲۰۰۵  | نیسان نوت      | بر پایه نیسان آلمرا تینو |       |

#### کامپکت ام‌پی‌وی
| ساخت      | مدل              | یادداشت                       | تصویر |
| --------- | ---------------- | ----------------------------- | ----- |
| ۱۹۸۱–۱۹۹۸ | نیسان پریری      |                               |       |
| ۱۹۹۸–۲۰۰۴ | نیسان پریری      | تولید در ژاپن و ایالات متحده. |       |
| ۲۰۰۰–۲۰۰۶ | نیسان آلمرا تینو |                               |       |

#### مینی‌ون
| ساخت      | مدل                | یادداشت                       | تصویر |
| --------- | ------------------ | ----------------------------- | ----- |
| ۱۹۹۹–۲۰۰۳ | نیسان بصارا        | بر پایه نیسان پرسیج           |       |
| ۱۹۹۸–۲۰۰۹ | نیسان پرسیج        |                               |       |
| سال ۱۹۷۸  | نیسان وانته        |                               |       |
| سال ۱۹۹۱  | نیسان سرنا         |                               |       |
| سال ۱۹۹۲  | نیسان کوئست        | بر پایه مرکوری ویلیجر         |       |
| سال ۱۹۹۷  | نیسان الگراند      |                               |       |
| سال ۲۰۰۴  | نیسان لافستا       |                               |       |
| سال ۲۰۰۶  | نیسان لیوینیا جنیس | طراحی توسط شرکت دانگفنگ موتور |       |

#### ون (خودرو)/مینی‌بوس
| ساخت     | مدل                     | یادداشت             | تصویر |
| -------- | ----------------------- | ------------------- | ----- |
| سال ۱۹۷۳ | نیسان کاروان            |                     |       |
| سال ۱۹۷۸ | نیسان وانته لارگو/کارگو | بر پایه مزدا بونگو  |       |
| سال ۲۰۰۲ | نیسان پاریماستار        | بر پایه اوپل ویوارو |       |
| سال ۲۰۰۲ | نیسان اینتراستار        |                     |       |
| سال ۲۰۰۹ | نیسان ان‌وی۲۰۰           |                     |       |
| سال ۲۰۱۰ | نیسان ان‌وی۴۰۰           |                     |       |

#### اس‌یووی
| ساخت      | مدل             | یادداشت                                 | تصویر |
| --------- | --------------- | --------------------------------------- | ----- |
| ۱۹۹۵–۱۹۹۷ | نیسان وینر      |                                         |       |
| ۱۹۹۴–۲۰۰۰ | نیسان راشین     |                                         |       |
| سال ۲۰۰۰  | نیسان اکسترا    |                                         |       |
| سال ۲۰۰۱  | نیسان ایکس-تریل |                                         |       |
| سال ۲۰۰۳  | نیسان مورانو    |                                         |       |
| سال ۲۰۰۴  | نیسان آرمادا    | بر پایه نیسان تیتان و اینفینیتی کیوایکس |       |
| سال ۲۰۰۷  | نیسان روج       |                                         |       |
| سال ۲۰۰۷  | نیسان قشقایی    |                                         |       |
| سال ۲۰۱۰  | نیسان جوک       |                                         |       |

#### خودروی بیابانگرد
| ساخت      | مدل                 | یادداشت | تصویر |
| --------- | ------------------- | ------- | ----- |
| ۱۹۸۶–۱۹۹۷ | نیسان هاردبادی تراک |         |       |
| ۱۹۸۷–۲۰۰۴ | نیسان ترانو         |         |       |
| سال ۱۹۵۱  | نیسان پاترول        |         |       |
| سال ۱۹۸۶  | نیسان ناوارا        |         |       |
| سال ۱۹۸۸  | نیسان پیک‌آپ         |         |       |
| سال ۱۹۹۵  | نیسان پت‌فایندر      |         |       |
| سال ۲۰۰۴  | نیسان تیتان         |         |       |
| سال ۲۰۰۳  | نیسان ان۲۰۰         |         |       |

#### خودروی اسپورت
| ساخت      | مدل             | یادداشت | تصویر |
| --------- | --------------- | ------- | ----- |
| ۱۹۵۹–۱۹۷۰ | داتسون اسپورتس  |         |       |
| ۱۹۶۹–۱۹۷۸ | داتسون زد       |         |       |
| ۱۹۷۹–۱۹۸۳ | نیسان ۲۸۰زدایکس |         |       |
| ۱۹۸۳–۲۰۰۰ | نیسان ۳۰۰زدایکس |         |       |
| ۲۰۰۲–۲۰۰۹ | نیسان ۳۵۰زد     |         |       |
| سال ۲۰۰۸  | نیسان جی تی-آر  |         |       |
| سال ۲۰۰۸  | نیسان ۳۷۰زد     |         |       |

### اینفینیتی

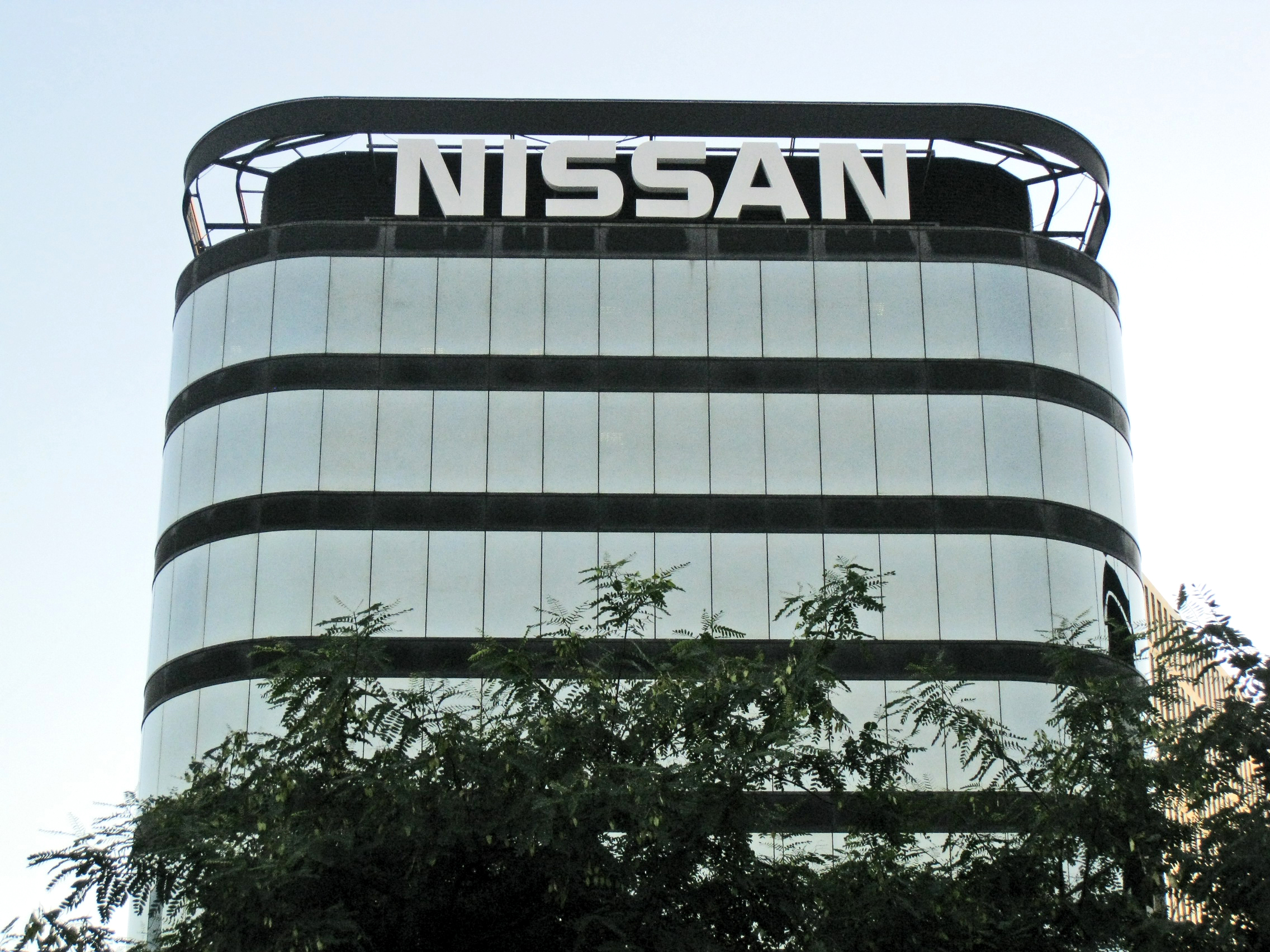
ساختمان اداری نیسان اسپانیا

اینفینیتی، زیرمجموعه‌ای از شرکت نیسان است، که در تاریخ ۸ نوامبر ۱۹۸۹ فعالیت خود را با توزیع خودرو، در آمریکای شمالی آغاز نمود. این شرکت، وظیفه تولید خودروهای لوکس شرکت نیسان را بر عهده دارد.
اینفینیتی در حال حاضر مالک شبکه‌ای از ۲۳۰ مرکز فروش در ۱۵ کشور جهان می‌باشد و در سطح اتومبیل‌های نیمه لوکس و لوکس طبقه‌بندی می‌شود، در حالی که محصولات عادیِ نیسان، جزئی از طبقهٔ اسپرت و سدان هستند.
سه خودروساز بزرگ ژاپنی؛ تویوتا، هوندا و نیسان، همواره رقابت تنگاتنگی با یکدیگر داشته‌اند. این سه شرکت، در بخش تولید خودروهای لوکس نیز با خلق برندهای لکسوس (تویوتا)، اکیورا (هوندا) و اینفینیتی، رقابت خود را در بازار خودروهای لوکس آمریکای شمالی پی گرفته‌اند.
از مدل‌های تولید شده این شرکت می‌توان به خودروهای اینفینیتی کیو۴۵، اینفینیتی ام، اینفینیتی جی، اینفینیتی آی، اینفینیتی کیوایکس، اینفینیتی اف‌ایکس، اینفینیتی ای‌ایکس، اینفینیتی اف‌ایکس و اینفینیتی اسنس، اشاره کرد.

### نیسان در ایران
خودروهای نیسان، از اواسط دهه ۱۹۸۰ وارد بازار خودروی ایران گردید. نخستین شرکتی که اقدام به مونتاژ و عرضه تولیدات نیسان نمود، شرکت پارس خودرو بود، که از سال ۱۹۸۶ مونتاژ اتومبیل‌های مدل نیسان پاترول را آغاز نمود.
مدل‌هایی از شرکت نیسان که هم‌اکنون در بازار خودروی ایران موجود می‌باشند، عبارتند از:
- نیسان پاترول
- نیسان رونیز
- نیسان پیکاپ
- نیسان ماکسیما
- نیسان مورانو
- نیسان قشقایی
- نیسان تیانا